# Disziplinarkarte

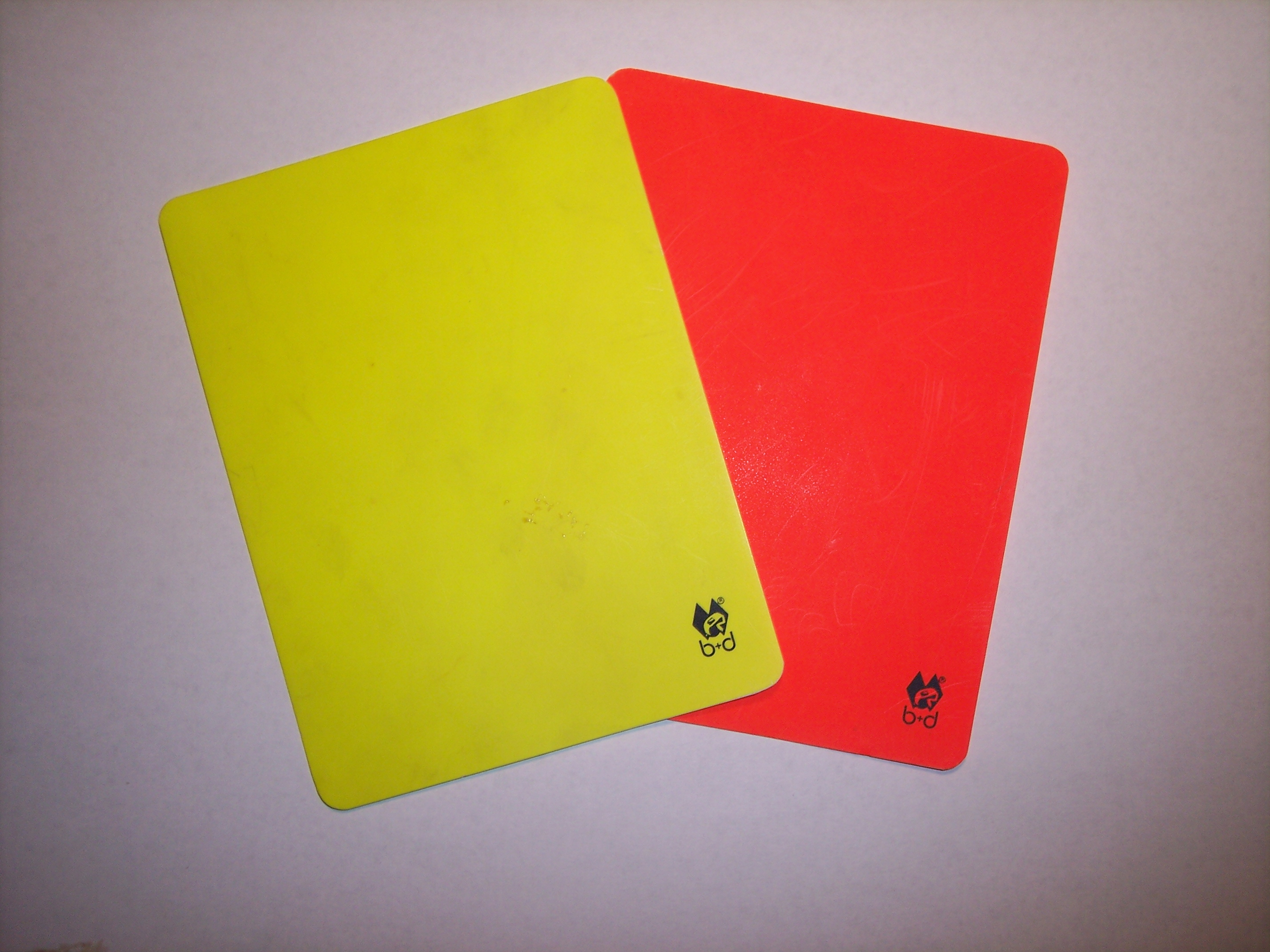
Zwei Disziplinarkarten, wie sie im Fußball verwendet werden

Eine Disziplinarkarte ist eine farbige Signalkarte, welche bei einigen Sportarten vom Schieds- oder Kampfrichter verwendet wird, um Spielern oder Offiziellen optisch anzuzeigen, dass sie oder das Team für einen Regelverstoß verwarnt oder bestraft wurden. Der Schieds- oder Kampfrichter hält dabei die Karte hoch und zeigt eventuell auf den Spieler oder den Offiziellen, welcher bestraft wurde. Die unterschiedlichen Farben der Karte zeigen die Bestrafung an, die verhängt wurde.

## Geschichte und Herkunft
Die Idee, farbige Signalkarten zu verwenden, um damit sprachliche Barrieren zu umgehen, hatte der englische FIFA-Schiedsrichter Ken Aston. Aston war Mitglied beim FIFA-Schiedsrichterkomitee und war für die Schiedsrichter bei der Fußballweltmeisterschaft 1966 verantwortlich. Beim Viertelfinalspiel England gegen Argentinien, welches von dem deutschen FIFA-Schiedsrichter Rudolf Kreitlein geleitet wurde, stand nach dem Spiel in den Zeitungen, dass die englischen Spieler Bobby und Jack Charlton verwarnt wurden. Beide wussten allerdings von dieser Verwarnung nichts, da Schiedsrichter Kreitlein sie nicht klar ausgesprochen hatte. Der englische Manager Alf Ramsey bat selber bei der FIFA um Klarstellung. Aston überlegte, während er mit dem Auto auf der Kensington High Street fuhr, wie man solche Probleme in Zukunft vermeiden kann. Dabei musste er mehrfach anhalten, weil Verkehrsampeln von Gelb auf Rot gesprungen waren. Durch die Ampeln kam ihm die Idee, dass die Farbe Gelb für eine Verwarnung und die Farbe Rot für einen Feldverweis verwendet werden könnte. Er schlug daraufhin bei der FIFA vor, dass man Signalkarten für die persönlichen Verwarnungen oder Bestrafungen verwenden solle. 1970 wurden die Karten bei der Fußballweltmeisterschaft eingeführt. Seitdem werden im Fußball Signalkarten zur Anzeige einer Verwarnung oder des Feldverweises verwendet. Später führten andere Sportarten, unter anderem Handball, Hockey und Rugby, Signalkarten ein. Die Bedeutung der Karten legten sie dabei in ihren Spielregeln fest.

## Verwendete Disziplinarkarten

### Gelbe Karte

Die Gelbe Karte wird in vielen Sportarten eingesetzt. Meistens bedeutet sie eine Verwarnung. In einigen Sportarten wird sie auch zur Verhängung einer Zeitstrafe verwendet.

Die Gelbe Karte hat in unterschiedlichen Sportarten unterschiedliche Bedeutung. Meistens wird damit eine Verwarnung gegen eine schuldige Person ausgesprochen. In einigen Sportarten kann sie eine zeitliche Hinausstellung (Zeitstrafe) bedeuten. Die Gelbe Karte wird in folgenden Sportarten eingesetzt:

#### Badminton
Beim Badminton ist die Gelbe Karte eine Verwarnung, welche vom Badmintonschiedsrichter ausgesprochen wird.
Eine Verwarnung wird gemäß Regel 16.7.1.1 in Verbindung mit 16:4 bis 16:6 ausgesprochen, wenn:
- ein Spieler das Spiel unerlaubt verzögert, um sich zu erholen oder Ratschläge einholen kann (dieser Tatbestand wird vom Schiedsrichter allein entschieden. Ratschläge dürfen erteilt werden, wenn der Ball nicht im Spiel ist),
- der Spieler ohne Erlaubnis des Schiedsrichters das Spielfeld verlässt (außer es findet eine Pause statt),
- ein Spieler das Spiel unerlaubt unterbricht,
- der Spieler ohne Erlaubnis den Ball modifiziert oder beschädigt und dadurch Geschwindigkeit oder Flugeigenschaft verändert,
- der Spieler sich unsportlich oder ungehörig verhält oder
- der Spieler sich eines unsportlichen Verhaltens schuldig gemacht hat, welche nicht anderweitig durch eine Badmintonregel abgedeckt ist.

Wenn der Schiedsrichter den Verstoß gegen Regel 16:4, 16:5 oder 16:6 mit einer Verwarnung gegen die schuldige Seite ahnden will, fordert er den Spieler auf, zu ihm zu kommen. Anschließend nennt er ihn beim Namen und sagt danach: „Verwarnung wegen unsportlichen Verhaltens“, gleichzeitig hält er mit der rechten Hand die Gelbe Karte über dem Kopf gestreckt. Die Verwarnung wird notiert und dem Referee (also dem Oberschiedsrichter) mitgeteilt. Begeht ein Spieler einen weiteren Verstoß, sieht er die Rote Karte.

#### Bandy
Beim Bandy ist die Gelbe Karte eine Verwarnung. Pro Team kann nur eine Gelbe Karte verhängt werden, da die Gelbe Karte nicht nur eine Verwarnung für den Spieler ist, sondern auch für sein Team gilt.
Eine Gelbe Karte wird verhängt,
- wenn der Torwart einen technischen Fehler begeht (Regel 6),
- wenn der Spieler einen Gegner ohne Ball behindert (Regel 8),
- wenn der Torwart den Ball rauswirft und damit einen Fehler begeht. Dies gilt auch für den Angreifer. Ebenso wird ein Angreifer oder Verteidiger mit der Gelben Karte (wenn noch nicht verhängt) bestraft, wenn sie bei einem Eckschlag einen technischen Fehler begehen (Regel 10),
- wenn der Angreifer einen Fehler bei einem Freischlag begeht (Regel 12 und 13),
- wenn der Spieler nicht innerhalb von 5 Sekunden den Abstand von 5 Meter einhält (Regel 13)

Begeht ein Spieler eins der oben genannten Vergehen und hat er oder seine Mannschaft schon eine Gelbe Karte erhalten, wird der betreffende Spieler mit der weißen Karte für 5 Minuten des Spielfeldes verwiesen. Während der Zeitstrafe darf der Spieler nicht ersetzt werden, sodass die Mannschaft solange in Unterzahl spielt. Ein Spieler, der eine Zeitstrafe erhalten hat, kann nicht mehr eine gelbe Karte erhalten.
Die Teamverwarnung spricht der Schiedsrichter durch Hochheben eines Arms aus, indem er die Gelben Karte hält. Dabei beugt er den Arm über den Kopf und schwenkt den Arm hin und her. Der Sekretär des Spiels soll so auch informiert werden.

#### Elektrorollstuhl-Hockey
Beim Elektrorollstuhl-Hockey (oder auch Powerchair Hockey) bedeutet die Gelbe Karte eine Zeitstrafe. Sie dauert maximal 2 Minuten. Eine Gelbe Karte kann gegen einen Spieler, Trainer oder Mannschaftsassistenten verhängt werden, wenn die betreffende Person ein unabsichtliches oder absichtliches Vergehen oder ein Fehlverhalten begeht.
Eine Gelbe Karte kann vom Schiedsrichter verhängt werden:
- wenn ein Spieler, Trainer oder Mannschaftsassistent schon eine offizielle Verwarnung (grüne Karte) hatte,
- wenn ein Spieler einen unabsichtlichen Verstoß irgendwo innerhalb des Spielfeldes begeht, wobei auch eine offizielle Verwarnung (Grüne Karte) als Bestrafung möglich ist. Wiederholte unabsichtliche Verstöße können nur mit einer Zeitstrafe (Gelbe Karte) bestraft werden,
- wenn ein Spieler einen absichtliches Verstoß außerhalb des eigenen Strafraumes begeht. Wobei auch hier eine offizielle Verwarnung (Grüne Karte) als Bestrafung möglich ist,
- wenn ein Spieler einen absichtlichen Verstoß innerhalb des eigenen Strafraumes begeht.

Dabei gibt es 3 mögliche Kontaktarten, die zu einem (un-)absichtlichen Verstoß führen können:
1. Durch körperlichen Kontakt (oder auch psychischen Kontakt): Wenn der Rollstuhl, der Schläger oder der Körper eines anderen Spielers oder sogar der Körper des Schiedsrichters mit dem eigenen Körper berührt wird. Nicht erlaubt ist das Festgehalten, Schlagen oder Hauen, sowie das Kämpfen.
2. Bei einem Rollstuhlkontakt wird bei einem anderen Spieler sein Körper, dessen Rollstuhl oder Schläger berührt. Außerdem ist es ein Rollstuhlkontakt, wenn der Schiedsrichter, das Tor oder die Banden mit dem eigenen Rollstuhl berührt werden. Beim Rollstuhlkontakt ist das Behindern, Wegschieben, Kollidieren, Rammen, Auffahren, Blockieren, Eindrücken, Abschneiden, Einhaken, Festhalten oder Kämpfen verboten.
3. Bei einem Schlägerkontakt wird der Rollstuhl, Schläger oder Körper eines anderen Spielers mit dem eigenen Schläger berührt. Nur Schlägerkontakte mit anderen Schlägern oder Rollstühlen des Gegners beim Versuch, den Ball auf saubere Art zu spielen, sind erlaubt. Ansonsten ist es verboten, den Schläger des Gegners zu blockieren, anzuheben oder einzuhaken. Außerdem dürfen mit dem Schläger nicht die Rollstuhl-Räder oder der Spielerkörper eingehakt, gehauen, geschlagen, gespießt oder gestoßen werden. Und es darf nicht mit den Schläger gekämpft werden.

Eine Gelbe Karte soll vom Schiedsrichter verhängt werden, wenn ein Spieler, Trainer oder Mannschaftsassistent ein mittelschweres Fehlverhalten begeht. Ein mittelschweres Fehlverhalten ist:
- lautes Protestieren oder unangebrachte, aber keine gefährliche Spielaktionen (z. B. Schläger auf die Bande schlagen, bei einer Spielunterbrechung den Ball aus dem Spielfeld schlagen oder Torverschiebung)
- wiederholte und langanhaltende Diskussionen oder Streitigkeiten mit anderen Spielern oder den Schiedsrichtern
- unerlaubtes Betreten oder Verlassen des Spielfeldes

Wurde ein Feldspieler mit einer Zeitstrafe belegt, muss dieser das Spielfeld durch den Ausgang verlassen und sich zum Ende seines Mannschaftsbereichs begeben, wo der Zeitstrafenbereich ist. Er darf nicht durch einen Einwechselspieler ersetzt werden (die Mannschaft spielt also mit einem Mann weniger). Diese Regelung trifft auch zu, wenn der Trainer oder der Mannschaftsassistent eine Gelbe Karte sieht und ein Spieler deshalb für 2 Minuten das Spielfeld verlassen muss. Erhält der Torwart eine Zeitstrafe, darf dieser durch einen anderen Festschläger-Spieler ersetzt werden, wenn dieser zur selben Zeit aktiv am Spiel beteiligt war, als die Zeitstrafe ausgesprochen worden ist. Die Zeitstrafe wird durch einen Zeitververwalter mittels einer Stoppuhr überwacht.
Sollte während einer Zeitstrafe gegen den Spieler ein Gegentor fallen, ist die Zeitstrafe vorüber. Sobald die Zeitstrafe komplett abgelaufen ist, weist der Zeitververwalter die Schiedsrichter mit einem Glockenläuten darauf hin. Der Spieler darf sofort nach dem Läuten der Glocke oder dem Gegentor wieder das Spielfeld betreten. Erhält ein Spieler, Trainer oder Mannschaftsassistent die 2. Gelbe Karte, wird er mit der Roten Karte (Gelb-Roten Karte) disqualifiziert und vom Spielfeld geschickt.

#### Fechten
Beim Fechten ist die gelbe Karte eine Verwarnung für den Fechter und für weitere Personen, wie z. B. Teamoffizielle. Die Verwarnung gilt für den Rest des Gefechts. Bei einigen Vergehen kann der Treffer und damit der Punkt des schuldigen Fechter bei einer gelben Karte zusätzlich annulliert werden. Vergehen, die mit einer gelben Karte bestraft werden, werden in der Gruppe 1 des Sanktionskatalog aufgeführt. Bestimmte schwerwiegende Vergehen nach Gruppe 3 werden beim ersten Mal mit einer gelben Karte geahndet. Außerdem gibt es zwei Vergehen, die beim ersten Mal nach der Gruppe 0 geahndet werden.
Ein Fechter wird bei einem Vergehen nach Gruppe 0 mit der gelben Karte verwarnt, wenn er:
- nach dem ersten Aufruf des Kampfrichters nicht gefechtsbereit auf der Bahn antritt oder
- zum ersten Mal keine Kampfbereitschaft zeigt (also passiv agiert)

Wenn ein Fechter nach der Verwarnung weiterhin nicht gefechtsbereit auf der Bahn antritt, erfolgt nach 1 Minute ein 2. Aufruf vom Kampfrichter. Dieser Aufruf hat eine rote Karte zur Folge, welche vom aufrufenden Kampfrichter gegen den Fechter bzw. dem Mannschaftsmitglied auszusprechen ist.
Bei der Passivität werden spezielle P-Karten eingesetzt, die unabhängig von den sonstigen Strafensystem der Gruppe 1 bis 3 sind. Wenn nach 1 Minute kein gültiger Treffer gewertet wird bzw. kein Treffer außerhalb der gültigen Trefffläche fällt oder einer oder beide Fechter ihre fehlende Kampfbereitschaft zum Ausdruck bringen, hat der Kampfrichter unverzüglich das Gefecht zu unterbrechen. Beim ersten Vergehen werden beide Fechter von dem Kampfrichter mit der gelben P-Karte verwarnt, wenn Treffergleichheit besteht. Ist der Trefferstand unterschiedlich, verwarnt der Kampfrichter den Fechter mit dem niedrigen Trefferwert mit der gelben P-Karte.
Ein Fechter begeht ein Vergehen nach Gruppe 1, wenn er:
- die Bahn ohne Erlaubnis verlässt,
- seinen Körper an den Körper seines Gegners stellt, um einen Treffer zu vermeiden oder den Gegner zu rempeln (zusätzlich Trefferannullierung),
- dem Gegner den Rücken zuwendet (zusätzlich Trefferannullierung),
- die gültige Trefferfläche abdeckt oder ersetzt (zusätzlich Trefferannullierung),
- Elektrische Teile berührt oder anfässt (zusätzlich Trefferannullierung),
- die Bahn seitlich verlässt, um einen Treffer zu vermeiden (zusätzlich Trefferannullierung),
- den Kampf missbräuchlich unterbricht,
- nicht genormtes Material verwendet oder die Bekleidung nicht der Norm entspricht oder keine regelkonforme Ersatzwaffe oder Ersatzkörperkabel dabei hat,
- die Normen bezüglich der Klingenbiegung missachtet,
- die Waffe auf die Bahn setzt, um sie gerade zu biegen,
- beim Säbel mit der Glocke schlägt oder einen Kreuzschritt, Sturzangriff oder jede Vorwärtsbewegung mit gekreuzten Beinen oder Füßen begeht (zusätzlich Trefferannullierung),
- die Anweisung des Kampfrichters nicht befolgt,
- keine regelkonforme Haartracht trägt,
- rempelt oder ungeordnet ficht,
- bei Florett und Degen die Klinge auf der Bahn stößt, biegt, schleift, schlägt oder sich anormal bewegt, und es zu brutale Stöße oder erzielte Treffer im Fallen oder danach kommt (zusätzlich Trefferannullierung),
- sich ungerechtfertigt reklamiert oder die Tatsachenentscheidung des Kampfrichters kritisiert oder
- ohne Erlaubnis des Kampfrichters den Bahnbereich betritt (hier ist dabei zu beachten, dass die wegen des Vergehens ausgesprochene Verwarnung eine Mannschaftstrafe ist. Es kann also für jedes weitere Vergehen nach Gruppe 1 nur noch die rote Karte geben)

Jeder Fechter wird nur einmal mit einer gelben Karte bestraft. Ein zweites und jedes weitere Vergehen wird entweder mit der Roten oder der Schwarzen Karte bestraft. Hat der Fechter bereits eine rote Karte erhalten, kann er nicht mehr mit einer gelben Karte bestraft werden, wenn er ein Gruppe-1-Vergehen begeht. Hier muss er die rote Karte sehen und einen Straftreffer kassieren.
Folgende Vergehen nach Gruppe 3 werden beim ersten Mal mit einer gelben Karte bestraft:
- wenn eine Person die Ordnung auf der Bahn zum ersten Mal stört (in besonders schwerwiegenden Fällen kann er aber auch sofort vom Kampfrichter die schwarze Karte erhalten),
- wenn beim Aufwärmen oder Trainieren keine Ausrüstung getragen wird, welche von den FIE-Regeln vorgeschrieben worden ist oder
- wenn zum ersten Mal ein Fechter oder eine weitere Person sich unsportlich verhält

Passiert eins dieser Vergehen ein weiteres Mal, spricht der Kampfrichter die schwarze Karte aus. Die betreffende Person ist aus vom Wettbewerb ausgeschlossen.

#### Fußball

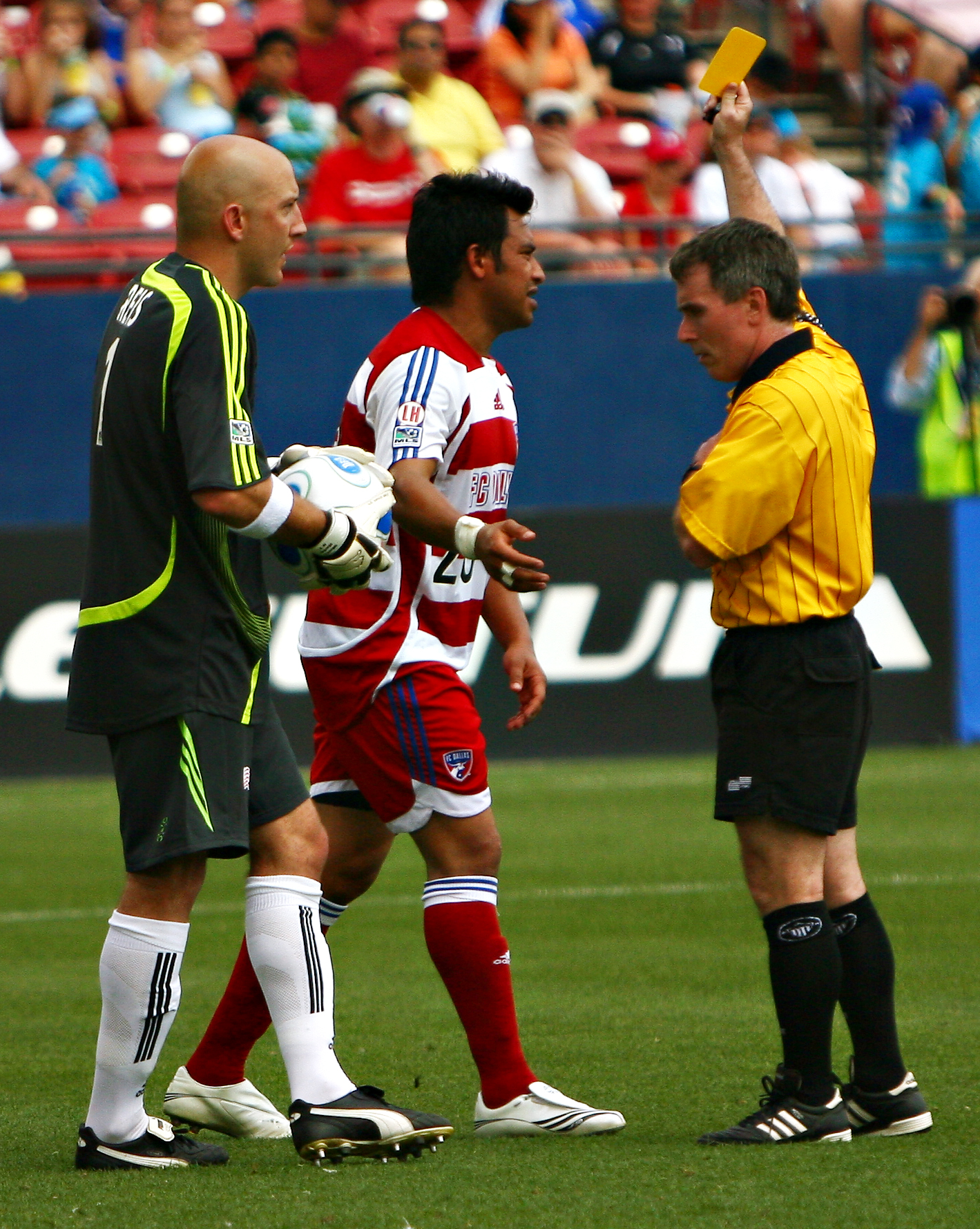
Ein Fußballspieler sieht die Gelbe Karte.

Wenn ein Spieler vom Schiedsrichter verwarnt wird, zeigt dieser ihm eine Gelbe Karte. Die Verwarnung des Spielers wird vom Schiedsrichter entweder auf einer Spielnotizkarte, auf die Karte selbst (wo eventuell eine Notizfolie drauf ist) oder in ein kleines schwarzes Notizbuch notiert. Von daher kommt auch bei der Verwarnung die englische Bezeichnung „booking“. Wann beim Fußball die Gelbe Karte zu verhängen ist, wird in den Fußballregeln unter Regel 12 aufgeführt. Ein Spieler, Auswechselspieler oder ausgewechselter Spieler wird dabei durch Zeigen der Gelben Karte verwarnt, wenn er:
- durch Worte oder Handlungen protestiert oder meckert,
- gegen die Spielregeln mehrfach verstößt,
- die Aufnahme der Spielfortsetzung verzögert,
- den vorgeschriebenen Abstand bei einem Einwurf, Eckstoß oder Freistoß ignoriert,
- ohne Erlaubnis des Schiedsrichters das Spielfeld (wieder) betritt oder absichtlich verlässt,
- einen eventuell vorhandenen Schiedsrichter-Videobereich (SVB) betritt oder
- übermäßig das Videobeweis-Zeichen anzeigt.

Außerdem ist ein Spieler wegen unsportlichem Betragens zu verwarnen, wenn er:
- dem Schiedsrichter ein Foul oder eine Verletzung vortäuscht oder es versucht (Simulieren),
- bei laufendem Spiel oder ohne Erlaubnis des Schiedsrichters seinen Platz mit dem Torwart tauscht,
- ein rücksichtsloses Vergehen begeht, das zum direkten Freistoß führt,
- ein Handspiel begeht, um einen aussichtsreichen Angriff zu unterbinden oder zu verhindern, außer der Schiedsrichter entscheidet wegen der Verhinderung oder Unterbindung des aussichtsreichen Angriffs auf Vorteil,
- ein anderes Vergehen begeht, um einen aussichtsreichen Angriff zu unterbinden oder zu verhindern. Er wird jedoch nicht verwarnt, wenn er ein Vergehen begeht, dabei den Ball zu spielen versucht und der Schiedsrichter auf Strafstoß entscheidet oder wegen der Verhinderung oder Unterbindung des aussichtsreichen Angriffs im laufenden Spiel auf Vorteil entscheidet,
- eine offensichtliche Torchance vereitelt, indem er ein Vergehen begeht, dabei den Ball zu spielen versucht und der Schiedsrichter auf Strafstoß entscheidet,
- ein Handspiel begeht, um ein Tor zu erzielen (egal ob erfolgreich oder nicht) oder erfolglos versucht wird, mit der Hand ein Tor zu verhindern,
- er auf dem Spielfeld unerlaubte Markierungen anbringt,
- den Ball spielt, nachdem er die Erlaubnis bekommen hat, das Spielfeld zu verlassen,
- sich respektlos gegenüber einem Spiel verhält,
- einen Gegner bei laufenden Spiel oder bei einer Spielfortsetzung verbal ablenkt oder
- absichtlich einen Trick einleitet (gilt auch bei Abstoß oder Freistoß), bei dem der Ball mit dem Kopf, der Brust, dem Knie etc. zum Torhüter gespielt wird, um so die Zuspielbestimmung zu umgehen. Wenn der Torwart diesen Trick einleitet, wird er verwarnt.

Normalerweise wird bei einem Torjubel keine Verwarnung ausgesprochen, solange es nicht übertrieben wird und auch nicht Zeit vergeudet wird. Ein Spieler wird jedoch beim Torjubel verwarnt, wenn er:
- an einem Zaun hochklettert und/oder sich den Zuschauern auf eine Weise nährt, die zu einem Sicherheitsproblem führen kann,
- beim Torjubel provozierende, höhnische oder aufhetzende Handlungen durchführt,
- seinen Kopf mit einer Maske oder ähnlichem bedeckt oder
- sich das Trikot auszieht oder über seinem Kopf zieht.

Seit der Saison 2019/2020 können Teamoffizielle der Mannschaft (zu denen auch der Trainer gehört) ebenfalls mit der gelben oder roten Karte bestraft werden. Ein Teamoffizieller sieht gemäß Regel 12 die gelbe Karte und wird verwarnt, wenn er:
- eindeutig oder wiederholt die eigene technische Zone (Coaching-Zone) verlässt,
- die Spielfortsetzung seiner eigenen Mannschaft verzögert,
- absichtlich, aber nicht konfrontativ die technische Zone des gegnerischen Teams betritt,
- durch Worte oder Handlungen protestiert, dazu gehört auch
  - dass Werfen oder Treten von Trinkflaschen oder anderen Gegenständen oder
  - eindeutige respektlose Handlungen gegenüber einem oder mehreren Spieloffiziellen (z. B. sarkastisches Klatschen)
- einen eventuell vorhandenen Schiedsrichter-Videobereich (SVB) betritt,
- übermäßig oder wiederholt gelbe oder rote Karten fordert,
- übermäßig das Videobeweis-Zeichen anzeigt,
- durch Gesten oder Handlungen provoziert oder aufhetzt,
- sich wiederholt ungebührlich verhält oder
- sich respektlos gegenüber dem Spiel verhält.[6]

Wenn ein Spieler oder Teamoffizieller schon eine Gelbe Karte hat und im selben Spiel nochmal verwarnt wird, verweist ihn der Schiedsrichter des Feldes. Dabei zeigt er dem Spieler oder dem Teamoffiziellen zuerst die Gelbe und unmittelbar darauf die Rote Karte (Gelb-Rote Karte). Der Spieler oder der Teamoffizielle muss sofort das Spielfeld und den Innenraum verlassen. Der Spieler darf auch nicht durch eine Auswechslung ersetzt werden. Bei den meisten Meisterschafts- und Pokalspielen werden die Gelben Karten des Spielers oder des Trainers, der sie sammelt, gezählt. Wenn dabei eine bestimmte Anzahl an Karten erreicht wird, gibt es meistens ein Spiel Sperre. Bei einigen Ligen kann es auch eine längere Sperre geben, wenn der Spieler oder Teamoffizielle zum Beispiel nochmal die Anzahl der Gelben Karte erreicht.

#### Gaelic FootballundHurling
Eine Gelbe Karte im Gaelic Football und beim Hurling bedeutet eine Verwarnung für den verursachenden Spieler.
Ein Spieler erhält die Gelbe Karte, wenn er:
- einen Schussversuch des Gegenspielers nach Freigabe aus der Hand mittels Schuh blockiert oder es versucht,
- einen Gegenspieler mittels Schuh daran hindert, den am Boden liegenden Ball durch Arm, Hand, Fuß oder Bein zu treten oder zu heben odes es versucht,
- ruppiges Spiel betreibt oder
- den Versuch unternimmt, durch Vortäuschen eines Foulspiels oder Verletzung einen Vorteil zu erzielen.

Ein Spieler kann nur einmal die Gelbe Karte sehen. Begeht er ein weiteres Vergehen, was eine Gelbe oder Schwarze Karte zur Folge hat, erhält er nach Erhalt der zweiten Karte zusätzlich die Rote Karte und wird für den Rest des Spiels des Feldes verwiesen. Er kann nicht ersetzt werden.

#### Handball

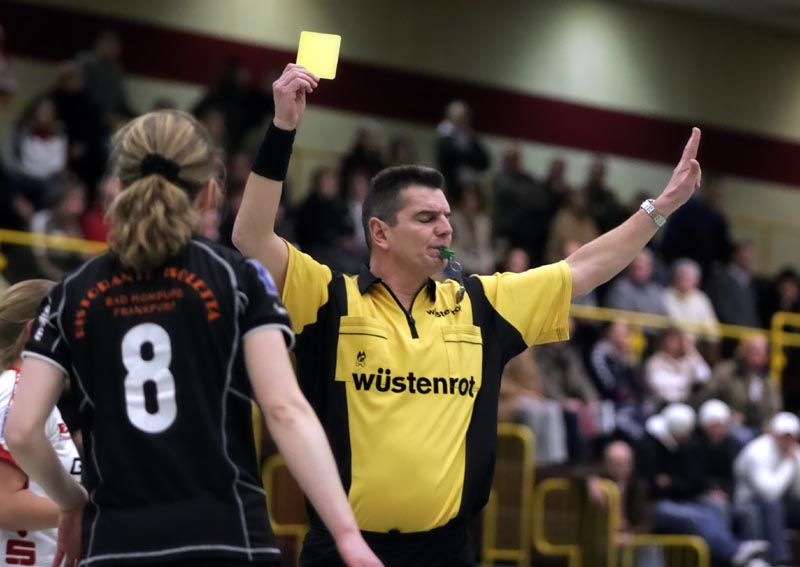
Eine Handball-Spielerin sieht die Gelbe Karte.

Im Handball bedeutet eine Gelbe Karte eine Verwarnung für einen Spieler oder Teamoffiziellen. Gemäß Regel 8 und 16 ist eine Verwarnung zu verhängen:
- wenn Regelwidrigkeiten, durch eine Aktion überwiegend oder ausschließlich auf den Körper des Gegenspielers geht, (8:3, 16:1a)
- oder sich Spieler oder Offizielle unsportlich verhalten (8:7, 16:1b)

Unsportliches Verhalten ist gemäß 8:7:
a) Protest gegen Schiedsrichter-Entscheidungen sowie verbale oder nonverbale Aktionen, um eine bestimmte Entscheidung der Schiedsrichter herbeizuführen;

b) den Gegenspieler oder Mitspieler verbal oder mit Gesten zu stören oder einen Gegenspieler anzuschreien, mit dem Ziel ihn abzulenken;

c) Verzögerung der Wurfausführung der gegnerischen Mannschaft durch das Nichteinhalten des 3-m-Abstands oder anderer Verhaltensweisen;

d) der Versuch, durch „Schauspielerei“ ein Vergehen vorzutäuschen oder die Wirkung eines Vergehens zu übertreiben, um eine Spielzeitunterbrechung oder eine unverdiente Strafe eines gegnerischen Spielers zu provozieren;

e) aktives Abwehren von Würfen oder Pässen durch das Benutzen von Fuß oder Unterschenkel; rein reflexartige Bewegungen wie z. B. Schließen der Beine werden nicht bestraft (siehe auch Regel 7:8);

f) wiederholtes Betreten des Torraums aus taktischen Gründen.
In einem Spiel sollen höchstens 3 Spieler pro Team eine Gelbe Karte erhalten. Außerdem darf zusätzlich auch nur ein Offizieller vom Team verwarnt werden. Das nächste Vergehen wäre mit einer Hinausstellung oder einer Disqualifikation (bei schweren Vergehen) zu ahnden.

#### Hockey

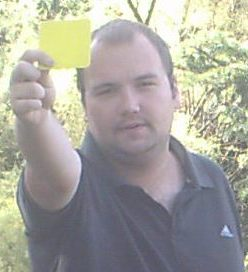
Eine gelbe Hockeykarte

Im Feld- und Hallenhockey bedeutet eine Gelbe Karte einen Spielausschluss auf Zeit für den Spieler, Auswechselspieler oder sogar für die Betreuer. Dabei entscheiden die Schiedsrichter in Übereinstimmung der Internationalen Feld- oder Hallenhockeyregeln wie lange die Strafe abgesessen wird. Die niedrigste Strafzeit beträgt beim Feldhockey dabei 5 Minuten, die höchste 15 Minuten. Beim Hallenhockey beträgt die Zeitstrafe mindestens 2 Minuten und höchstens 10 Minuten. Wird der Kapitän mit einer Zeitstrafe belegt, so ruht sein Amt, solange er auf der Strafbank sitzen muss.
Wird der Betreuer oder Auswechselspieler auf Zeit ausgeschlossen, muss ein Spieler das Spielfeld verlassen, darf aber als Auswechselspieler eingesetzt werden. Ausgeschlossene Spieler oder Betreuer halten sich in einem vorbestimmten Bereich auf, bis der Schiedsrichter, der die Hinausstellung verhängt hat, die Erlaubnis zum Wiedereintritt gibt. Ein auf Zeit ausgeschlossener Spieler oder Betreuer (auch Auswechselspieler) darf in der Halbzeitbesprechung der Mannschaft teilnehmen.
Wenn derselbe Spieler, Auswechselspieler oder Betreuer zwei Gelbe Karten im selben Spiel erhält, wird er, genauso wie beim Fußball, mit der Gelb-Roten Karte für den Rest des Spiels des Feldes verwiesen. Dabei wird genauso wie beim Fußball zuerst die Gelbe und dann die Rote Karte gezeigt. Diese Regelung findet beim Deutschen Hockey-Bund und bei dem Österreichischen Hockeyverband Anwendung.
Im Regelwerk des internationalen Weltverbandes Fédération Internationale de Hockey wird bei 2 Gelben Karten nicht unbedingt die Rote Karte vorgeschrieben. Ein Spieler, Auswechselspieler oder Betreuer kann 2 Gelbe Karten im Spiel erhalten, wenn er zwei unterschiedliche Vergehen begeht. Bei der zweiten Gelben Karte muss die Zeitstrafe höher sein, als bei der ersten gelben Karte. Wenn jedoch das Vergehen, was zur Gelben Karte geführt hat nochmal begangen wird, kann es nicht die zweite Gelbe Karte geben. Hier muss dann die Rote Karte als schwerere Strafe verhängt werden. Die gibt es auch, wenn es eine dritte Gelbe Karte gegen den betreffenden Spieler, Auswechselspieler oder Betreuer geben würde oder wenn die zweite Strafzeit über die Spielzeit hinausgehen würde.
Die gelbe Hockeykarte hat in der Regel eine quadratische Form.

#### Kanupolo
Beim Kanupolo bedeutet die Gelbe Karte eine Zeitstrafe von 2 Minuten für den schuldigen Spieler. Er muss das Spielfeld verlassen und darf nicht ersetzt werden. Die Mannschaft wird also reduziert. Die Strafzeit wird bei Time-out sowie bei Spielpausen unterbrochen. Der Schiedsrichter hält dabei die gelbe Karte hoch und zeigt mit dem anderen Arm auf den schuldigen Spieler.
Eine gelbe Karte wird für den Spieler gegeben:
- wenn er durch ein Vergehen wiederholt die grüne Karte erhält oder seine Mannschaft keine grüne Karten mehr verfügbar hat,
- wenn er ein absichtliches oder gefährliches Foul begeht und dabei ein sicheres Tor verhindert. Außer der Schiedsrichter ist der Ansicht, dass ein Penalty als Bestrafung reicht,
- wenn der Schiedsrichter der Ansicht ist, dass ein Foul sowohl absichtlich als auch gefährlich ist, außer das Vergehen wird mit einer roten Karte geahndet,
- wenn er ein absichtliches oder gefährliches Foul wiederholt begeht,
- wenn er nach einer Mannschaftsverwarnung dasselbe Foul wiederholt begeht,
- wenn er eine Schiedsrichterentscheidung andauernd oder wiederholt anzweifelt,
- wenn er einen Gegenspieler oder Offizieller beschimpft oder beleidigt,
- wenn er nicht mit seinem Körper die Mittellinie in Richtung seiner eigenen Spielfeldhälfte überschreitet und nun in das Spiel als Verteidiger eingreift, nachdem sein Team ein Tor geworfen hat und das Spiel fortgesetzt wurde oder
- wenn er einen Wechselfehler begeht und dies von den Linienrichter oder Schiedsrichter bemerkt werden.

Jeder Spieler kann nur einmal eine gelbe Karte sehen. Die zweite gelbe Karte bedeutet automatisch die rote Karte.

#### Kegeln
Eine Gelbe Karte in Kegeln bedeutet eine Verwarnung für den verursachenden Spieler. Er bekommt sie, wenn er:
- die Kugel neben oder hinter der Aufsatzbohle aufsetzt,
- die Grenzlinie am Ende der Aufsatzbohle übertritt (wird in der Regel durch die technische Einrichtung angezeigt),
- die Kugel zu früh abwirft. Das passiert, wenn die Kugel in das Kegelfeld reinrollt, die Automatik aber noch nicht aufnahmebereit ist. Dieser Wurf muss wiederholt werden, weil das Ergebnis nicht gewertet werden kann. Das nochmalige zu frühe Abwerfen der Kugel wird mit einer Verwarnung bestraft, der Wurf darf nochmal wiederholt werden.
- den Boden mit Händen oder Knien berührt oder sich an der Wand abstützt. Auch der Kugelrücklauf nach Einnahme der Startstellung bis zur Vollendung des Wurfes (Einschlag der Kugel) sind nicht erlaubt. Die Berührung ist kein Fehler, wenn die Standfestigkeit schwierig ist. Blinde und Sehbehinderte dürfen sich nach der Aufnahme der Kugel bis zum Abwurf der Kugel nicht mit den Händen am Boden und sonstigen Bauteilen abstützen. Dies betrifft nicht das Abtasten des Ansatzes. Beim Abstützen nach dem Wurf darf der vordere weiße Begrenzungsstrich nicht überschritten bzw. übergriffen werden,
- nicht genehmigte Hilfsmittel verwendet (dazu zählen Sprays, Talkum an den Händen oder Schuhen),
- sich unsportlich gegenüber den Mitspielern oder Schiedsrichtern verhält oder
- eine Anweisung des Schiedsrichters nicht Folge leistet.

Eine Gelbe Karte ist personengebunden. Sie gilt für alle weiteren Verstöße gegen die Regel und Ordnungen. Erhält der Spieler eine 2. Verwarnung, wird ihm die gelbe und rote Karte zusammen gezeigt.
Gelbe Karten müssen auf den Wurfschein des Spielers notiert und im Spielbericht vermerkt werden.

#### Pferdesport
Im Pferdesport bedeutet die Gelbe Karte eine Verwarnung für den Reiter. Sie wird gegeben, wenn der Reiter das Pferd missbraucht hat, sich gegenüber einem Kampfrichter unsportlich verhält oder gefährlich reitet. Auch bei einer FEI-Veranstaltung, wird die Gelbe Karte benutzt. Auch hier bedeutet sie eine Verwarnung für den betreffenden Reiter. Als Missbrauch des Pferdes gilt unter anderem das Reiten eines Pferdes, welches lahm oder müde ist. Auch das übermäßige Verwenden von Peitsche und Sporen gilt als Missbrauch. Hat der Reiter innerhalb eines Jahres zwei Gelbe Karten gesammelt, wird er umgehend für zwei Monate gesperrt.

#### Quidditch
Eine Gelbe Karte in Quidditch bedeutet genauso wie die Blaue Karte eine Zeitstrafe von einer Minute für den schuldigen Spieler, der sich außerhalb des Spielfeldes aufhalten muss. Eine Gelbe Karte wird gegen den schuldigen Spieler verhängt, wenn er
- die Anweisung des Schiedsrichters nicht beachtet,
- absichtlich den Torreifen umkippt oder verschiebt,
- ins Spiel eingreift, obwohl er vom Besen abgestiegen ist oder durch einen Klatscher ausgeknockt wurde,
- sich gesteigert unsportlich verhält,
- eine Verletzung vortäuscht oder ein Foul simuliert („Schwalbe“),
- mehrfach verbotene Tacklings begeht oder
- wenn er absichtlich einen Ball bespielt, den er aber gar nicht spielen darf.

Wenn ein Spieler zwei Gelbe Karten im Spiel erhält, wird er mit der Roten Karte vom Spiel ausgeschlossen (Gelb-Rote Karte).

#### Radball
Radball gibt es in 2 Varianten. Einmal den 2er-Radball, wo nur 2 Mannschaften aus je 2 Spielern spielen und einmal den 5er-Radball, wo 2 Mannschaften mit je 5 Spieler spielen. Bei beiden Varianten bedeutet die Gelbe Karte eine Verwarnung für den schuldigen Spieler oder Mannschaftsbetreuer. Sie wird durch den Kommissär verhängt. Beim 2er-Radball gibt es für ungebührliches Verhalten eine Ermahnung oder eine Verwarnung für Spieler oder der Mannschaft (eine Zeitstrafe ist nicht möglich, da die Mannschaft nur noch 1 Spieler auf dem Feld hätte, was ein Spielabbruch bedeuten würde). Beim 5er-Radball gibt es neben der Verwarnung die 2-Minuten-Zeitstrafe. Bei erstmaligen oder leichten Fällen kommt diese Strafe bei ungebührlichen Verhalten zur Anwendung. Kommt jedoch ein ungebührliches Verhalten wiederholt oder sogar schwerwiegend vor, kann der Kommissär die Verwarnung mittels Gelber Karte verhängen. In diesem Fall gibt es zusätzlich eine Zeitstrafe von 3 Minuten für die betreffende Person. Ungebührliches Verhalten liegt vor, wenn:
- ein Spieler wiederholt, lautstark oder unangemessen eine Entscheidung des Kommissärs kritisiert,
- ein Spieler eine Auseinandersetzung mit Mitspieler, Gegner, Kampfgericht oder Zuschauer herbeiführt,
- Spieler oder Betreuer durch wiederholtes Handheben unberechtigt protestieren,
- ein Spieler oder Betreuer mehrfach gegen die Spielregeln verstößt,
- das Spiel eingestellt wird oder ein Spieler das Spielfeld ohne berechtigten Grund verlässt,
- das Spiel bei ruhenden Ball wiederholt verzögert wird,
- der gegnerischen Mannschaft wiederholt durch taktische Regelverstöße ein Vorteil genommen wird,
- der Feldspieler mit Vorsatz ein Handspiel begeht oder
- der Torwart außerhalb seines Strafraums vorsätzlich gegen die Regeln verstößt

Außerdem gibt es eine Verwarnung, wenn das Spiel durch Betreuer einer Mannschaft wiederholt gestört wird, damit die Mannschaft einen Vorteil durch die Störung erzielen kann. Zur Verhängung der Verwarnung oder der Zeitstrafe muss der Kommissär das Spiel abpfeifen (also unterbrechen) und die Zeit anhalten. Wird ein Auswechselspieler oder Betreuer beim 5er-Radball mit einer Zeitstrafe belegt, muss ein beliebiger Spieler für die Zeitstrafe vom Feld runter. Nachdem der Kommissär die Strafe verhängt hat, muss er dem Kampfgericht den bestraften Spieler oder Betreuer und den Grund, der zur Strafe führte, melden. Das Kampfgericht bestätigt die Strafe durch laute Bekanntgabe. Erst danach darf das Spiel wieder angepfiffen werden. Sieht ein Spieler seine 2. Gelbe Karte, wird er mit der Gelb-Roten Karte des Feldes verwiesen.

#### Ringen
Im Ringen bedeutet eine Gelbe Karte eine Verwarnung. Sie wird als Sanktionsmaßnahme gegen Aktive (also die Ringer), Betreuer, Trainer, Zeitnehmer oder Listenführer gezeigt, wenn sich die betreffende Person nicht an die Ordnung hält und ein Fehlverhalten zeigt. Die Karte wird entweder von einem Kampfrichter (auch als Mattenleiter bekannt) oder von einem Mitglied des Kampfgerichtes gezeigt. Wenn der Kampf von einem Drei-Mann-Kampfgericht geleitet wird und ein Mitglied des Kampfgerichtes eine Gelbe Karte zeigt, muss eine Stimmmehrheit dafür sein, darunter muss sich die Stimme des Mattenpräsidenten befinden, seine Zustimmung kann stillschweigend erfolgen.
Beim Ringen erhält die betreffende Person eine Gelbe Karte, wenn er:
- sich unsportlich verhält, (gilt auch für Ringer, die sich auf der Matte außerhalb der regulären Kampfzeit und der Pause unsportlich verhalten),
- eine Kampfrichterentscheidung abwinkt oder beklatscht,
- gegen eine Kampfrichterentscheidung unsachlich reklamiert,
- das Publikum gegen eine Kampfrichterentscheidung aufheizt oder
- die Matte ohne Erlaubnis betritt.

Die Gelbe Karte muss im Protokoll vermerkt und begründet werden. Im deutschen Wettbewerb gibt es eine „Gelbsperre“ für die laufende Wettkampfsaison. Hat die bestrafte Person die dritte, fünfte oder eine weitere darauffolgende gelbe Karte erhalten, ist er automatisch für einen Kampftag gesperrt (bzw. erhält eine Funktionssperre). Die Sperre wird der gesperrten Person durch den Wettkampfleiter, den Bundesliga-Referenten oder den Ligaobmann-Referenten schriftlich mitgeteilt.
Begeht die Person ein weiteres Vergehen, was zu einer weiteren Gelben Karte führt, sieht er die Gelbe und Rote Karte gleichzeitig.

#### Rugby
In Rugby hat die Gelbe Karte zwei Bedeutungen. Zum einen wird der Spieler für sein Vergehen gegen die Regel 10 des IRB-Regelwerkes verwarnt, gleichzeitig muss aber dieser Spieler für 10 Minuten auf die Strafbank (bekannt als „Sin Bin“) und die Mannschaft solange mit einem Mann weniger spielen. Es gibt aber auch einige Rugby-Ligen, in denen Gelbe Karten nicht verwendet werden. Hier zeigt der Schiedsrichter den Spieler den „Sin Bin“ durch gestrecktes Hochhalten von 10 Finger an. Sieht der Spieler seine zweite Gelbe Karte, wird er, genauso wie beim Fußball, mit der Roten Karte des Feldes verwiesen (Gelb-Rote Karte). Die Mannschaft spielt den Rest des Spiels, mit einem Mann weniger.

#### Tischtennis
Im Tischtennis bedeutet die Gelbe Karte eine Verwarnung für den betreffenden Spieler, Betreuer oder einer anderen Person, die den Spieler berät. Spieler, Betreuer oder beratende Personen erhalten eine Gelbe Karte, wenn sie durch Unsitte oder Verhaltensformen den Gegenspieler durch unfaire Weise beeinflussen, die Zuschauer beleidigen oder den Tischtennissport in Verruf bringen, indem sie unter anderem den Tischtennisball zerbrechen, den Ball absichtlich über die Umrandung wegschlagen, gegen Spieltisch oder deren Umrandung treten, das Trikot an der Wettkampfstätte ausziehen oder sich ausfallend oder grob unhöflich gegenüber Schiedsrichter oder Schiedsrichterassistenten verhalten.
Wenn ein bereits verwarnter Spieler im selben Einzel- oder Doppelspiel oder im selben Mannschaftskampf einen zweiten Verstoß gegen die Regeln begeht, spricht der Schiedsrichter dem Gegenspieler einen Punkt zu. Bei einem 3. Verstoß werden dem Gegenspieler 2 Punkte zugesprochen. Die Verhängung von Strafpunkten wird vom Schiedsrichter mit einer Gelben und Roten Karte gleichzeitig angezeigt. Wenn der Spieler, gegen den 3 Strafpunkte verhängt wurden, einen weiteren Verstoß begeht, unterbricht der Schiedsrichter sofort das Spiel und informiert den Oberschiedsrichter über dieses Vorkommnis. In der Regel wird der schuldhafte Spieler von ihm mittels Roter Karte disqualifiziert.
Eine gegen einen der beiden Spieler eines Doppels verhängte Verwarnung oder Strafe gilt für das Paar, jedoch nicht für den “Unschuldigen”
Spieler, wenn er in einem folgenden Einzel im selben Mannschaftskampf spielt. Zu Beginn eines Doppels wird die jeweils höhere Verwarnung oder Strafe zugrunde gelegt, die gegen einen der beiden Spieler ausgesprochen wurde.
Außerdem kann ein Betreuer oder Berater mit der Gelben Karten verwarnt werden, wenn er einen zu einem Zeitpunkt berät, an dem dies nicht erlaubt ist. Wiederholt der Betreuer unerlaubt die Beratung, wird er vom Schiedsrichter aus dem Spielraum (der Box) verwiesen. Dazu zeigt ihm der Schiedsrichter die Rote Karte.

#### Volleyball
Beim Volleyball wurde 2013 die Kartenregelung mit der vom Beachvolleyball vereinheitlicht. Zuvor wurde beim Hallenvolleyball die Gelbe Karte nach Regel 22 für die Bestrafung benutzt. Dabei wurde dem Gegner ein Punkt gegeben und die schuldhafte Mannschaft verliert das Aufschlagrecht. Jetzt bedeutet sie genauso wie beim Beachvolleyball eine Verwarnung. Wurde dabei die Verwarnung aufgrund einer Verzögerung gegeben, hält der Schiedsrichter die Gelbe Karte gegen seinen anderen Arm. Eine Hinausstellung wird durch Zusammenzeigen der Gelben und Roten Karte gezeigt, bei einer Disqualifikation wird die Gelbe und Rote Karte getrennt gezeigt.

### Rote Karte

Die Rote Karte wird bei mehreren Sportarten verwendet. Meistens wird sie bei schweren Vergehen verhängt und bedeutet den Ausschluss der schuldigen Person. Sie kann aber auch in einigen Sportarten einen Strafpunkt anzeigen.

Eine Rote Karte wird bei vielen Sportarten verwendet. Die Bedeutung unterscheidet sich zwar bei den Sportarten, aber meistens bedeutet die Rote Karte den Ausschluss oder die Disqualifikation der schuldigen Person.

#### Badminton
Eine Rote Karte in Badminton bedeutet eine Fehlerverwarnung für den Spieler. Er bekommt sie, wenn er sich wiederholt oder sogar grob unsportlich verhält. Außerdem sieht er sie, wenn er gegen die Regel 16:2 (Pausen) verstößt. Eine Pause von einer Minute gibt es nach Erreichen des 11. Treffers bei einem Spieler. Außerdem gibt es zwischen den Sätzen eine Pause von zwei Minuten.
Bei einer Fehlerverwarnung erhält der Gegner einen Punkt und gleichzeitig auch das Aufschlagrecht.
Der Schiedsrichter ruft, wie bei der Verwarnung den schuldigen Spieler zu sich. Nur sagt er nach dem Namen des schuldigen Spielers „Fehler wegen unsportlichen Verhaltens“. Er hält mit der rechten Hand die Rote Karte über den Kopf gestreckt und ruft anschließend den Referee, dem er den Vorfall berichtet. Der Referee entscheidet ob der Spieler dafür disqualifiziert wird (Schwarze Karte). Die Fehlerverwarnung wird notiert.

#### Bandy
Eine Rote Karte in Bandy bedeutet den Ausschluss des Spielers für den Rest des Spiels. Dabei werden die Ausschlüsse in leichte und schwere Vergehen unterteilt. Nur bei schweren Vergehen, wird ein Bericht angefertigt.
Ein Spieler begeht nach Regel 17.5 ein leichtes Vergehen und sieht die rote Karte, wenn er
- 2 Zeitstrafen hat und nun ein weiteres Vergehen begeht, welches eine weiße (5 Minuten Zeitstrafe) oder blaue Karte (10 Minuten Zeitstrafe) zur Folge hat,
- eine Torchance des Gegners verhindert, indem er den Gegenspieler auf dem Spielfeld, außerhalb des Strafraums, ein Bein stellt (Regel 8.7),
- wegen einer fehlerhaften Ausrüstung eine Zeitstrafe von 5 Minuten erhalten hat und nun ins Spiel wieder kommt, ohne den Schiedsrichter die Korrektheit seiner Ausrüstung zu zeigen,
- nicht im Spielbericht aufgelistet ist und am Spiel teilnimmt (die Mannschaft muss für 10 Minuten mit einem Mann weniger spielen, wobei der Spielkapitän einen Spieler benennen muss, der die Zeitstrafe absitzt),
- im Zusammenhang mit einer weiße Karte (5 Minuten Zeitstrafe) sich ein weiteres Fehlverhalten schuldig macht, was eine weitere blaue Karte (10 Minuten Zeitstrafe) zur Folge hat,
- während einer Zeitstrafe auf der Strafbank oder in der Halbzeitpause ein Fehlverhalten zeigt, außer das Fehlverhalten wird als schweres Vergehen gewertet oder
- während einer Zeitstrafe die Strafbank ohne Erlaubnis des Schiedsrichters verlässt oder das Spielfeld absichtlich betritt.

Bei einer Roten Karte wegen eines leichten Vergehens, darf die Mannschaft den Spieler nach 10 Minuten ersetzen und muss solange mit einem Mann weniger spielen. Dazu bestimmt der Mannschaftskapitän den Spieler, der die Strafe absitzt.
Ein Spieler begeht nach Regel 17.6 ein schweres Vergehen und sieht die rote Karte, wenn er
- einen Gegenspieler in rücksichtsloser Art und Weise angreift, zum Beispiel durch direkte Tritte oder Schläge auf Hände, Arm oder sogar dem Körper,
- einen Gegenspieler brutal angreift, indem er zum Beispiel mit hoher Geschwindigkeit falsch tackelt oder blind reingleitet,
- Schiedsrichter, Offizielle, Spieler, Trainer oder Zuschauer beleidigt oder sogar angreift oder
- wenn er in Zusammenhang mit einer blauen Karte (Zeitstrafe von 10 Minuten) sich ein weiteres Fehlverhalten schuldig macht, was eine weitere blaue Karte zur Folge hat (Zeitstrafe von 10+10 Minuten).

Ein Mannschaftsoffizieller oder ein Wechselspieler kann neben der mündlichen Verwarnung und der Blauen Karte nur eine Rote Karte wegen schweren Vergehen erhalten. Spieler, Wechselspieler oder Mannschaftsoffizielle, welche wegen eines schweren Vergehens die Rote Karte erhalten haben, müssen das Spielfeld und die Umgebung verlassen. Außerdem muss die Mannschaft für den Rest des Spielzeit mit einem Spieler weniger spielen.

#### Elektrorollstuhl-Hockey
Eine Rote Karte beim Elektrorollstuhl-Hockey (oder auch Powerchair Hockey) bedeutet eine Disqualifikation für den betreffenden Spieler, Torhüter, Trainer oder Mannschaftsassistenten. Erhält ein Spieler im selben Spiel zwei Gelbe Karten, wird er disqualifiziert (Gelb-Rote Karte).
Disqualifizierte Spieler oder Torhüter müssen das Spielfeld und deren Umgebung für die restliche Spieldauer verlassen. Sie dürfen keinen Kontakt zu ihrer Mannschaft haben. Ein disqualifizierter Spieler darf für die restliche Spielzeit nicht durch einen Feldspieler ersetzt werden. Ein disqualifizierter Torwart darf von dem anderen Festschläger-Spieler ersetzt werden, wenn dieser zur selben Zeit, als die Zeitstrafe verhängt wurde, aktiv am Spiel beteiligt war. Hat die betreffende Mannschaft keinen anderen Festschläger-Spieler, darf ein Handschläger-Spieler von einem Festschläger-Spieler ersetzt werden, der dann die Funktion des Torwarts übernimmt.
Wird ein Trainer oder Mannschaftsassistent disqualifiziert, hat diese disqualifizierte Person ebenfalls für die restliche Spielzeit Spielfeld und deren Umgebung zu verlassen. Dabei ist sowohl der Aufenthalt in der Nähe des Spielfeldes, als auch die Einflussnahme auf das Spiel durch irgendeine Art und Weise untersagt. Wenn eine disqualifizierte Person (Spieler, Trainer oder Mannschaftsassistent) das Spiel nochmal oder wiederholt beeinflusst, wird das Spiel gestoppt. Die Mannschaft, zudem die disqualifizierte Person gehört, verliert auf Anordnung das Spiel.
Sämtliche Disqualifikationen werden vom Punkteverwalter im Protokoll vermerkt. Dabei wird der Zeitpunkt der Spielzeit, die Spielernummer und welche Spielstrafvariante verhängt wurde notiert.
Beim Elektrorollstuhl-Hockey gibt es die Disqualifikation (Rote Karte) in zwei unterschiedliche Spielstrafen-Formen. Generell hängt die Spielstrafe von der Entscheidung des Schiedsrichters ab, allerdings können auch die Spielregeln die Spielstrafen in ihrer jeweiligen Form festlegen. Eine Gelb-Rote Karte ist zum Beispiel immer eine Disqualifikation, welche durch Spielstrafe 1 geahndet wird. Die Spielstrafe 1 (MP 1) ist dabei eine Matchstrafe. Der Spieler wird nur für dieses Spiel disqualifiziert und kann für das nächste Spiel wieder teilnehmen. Wird ein Spieler durch Spielstrafe 2 (MP 2) disqualifiziert, ist er automatisch für das laufende und das nächste Spiel gesperrt. Die Tournament Jury entscheidet über die Dauer der Sperre und muss diese spätestens Ende des Spieltages festgelegt und dem Teammanager des betroffenen Teams sowie dem vorstehenden Schiedsrichter mitgeteilt haben.
Eine Disqualifikation soll gegeben werden, wenn ein Spieler einen ernsten, vorsätzlichen Verstoß begangen hat:
- indem er den Ball mit den Körper absichtlich spielt,
- indem er den Ball bei einem Torversuch aus den Torraum absichtlich spielt und dadurch eine Torchance verhindert (Ausnahme Torwart).
- indem er den Ball während eines nicht spielbaren Momentes auf nicht korrekte Art schlägt,
- indem er den Ball unkontrolliert Richtung einer Person schlägt, wodurch dieser Schlag für die Person gefährlich oder einschüchternd ist,
- indem er den Schläger auf eine Art oder Höhe anhebt, dass es für eine andere Person gefährlich oder einschüchternd sein kann (ein hoher Schläger bedeutet gefährliches Spiel),
- indem er seinen Schläger wirft,
- indem er mit seinem Schläger oder mit der Hand schlägt, haut oder ficht, wobei auch schon der Versuch zählt,
- indem er den Ball und / oder das Spielfeld bei einem Torversuch absichtlich innerhalb des Torraumes (einschließlich des Torraumkreises) mit dem Rollstuhl, dem Schläger oder dem Körper berührt (mit Ausnahme des Torwarts der verteidigenden Mannschaft), um mit klarer Absicht ein Tor zu verhindern
- indem er den Torwart innerhalb des Torraumes (einschließlich des Torraumkreises) mit dem Schläger, dem Rollstuhl oder dem Körper behindert (egal wie), um mit klarer Absicht ein Tor zu verhindern,
- indem er mit klarer Absicht das Tor verschiebt, damit kein Tor fällt,
- indem er eine andere Person, welche die Sicherheit der Person (Verletzung) oder des Rollstuhls (ernster Schaden am Rollstuhl) gefährdet, körperlich unpassend berührt,
- indem er einen Rollstuhl schneller als 15 km/h fährt oder
- indem er die zulässige Gesamtpunktzahl der Klassifizierungspunktzahl von 12 Punkte zu Beginn des Spiels, nach Spielunterbrechungen oder Spielerwechsel überschreitet.
  - Wenn die Mannschaft mit mehr als 12 Punkten nach einer Auswechslung spielt, wird der verantwortliche Spieler, der die Überschreitung verursacht hat, disqualifiziert.
  - Wenn eine Mannschaft nach Beginn des Spiels oder nach einer Spielunterbrechung mit mehr Klassifizierungspunkten als den erlaubten 12 Punkten weiterspielt oder wenn eine mehrfache gleichzeitige Auswechslung für eine Überschreitung sorgt, wird der Spieler mit der höchsten Klassifizierungspunktzahl disqualifiziert. Haben die verantwortlichen Spieler, welche gleichzeitig eingewechselt wurden die gleichhöchste Klassifizierungspunktzahl, darf der Kapitän der Mannschaft entscheiden, welcher Mitspieler disqualifiziert wird.

Wenn ein Spieler das Vergehen außerhalb seines Strafraumes begeht, wird ein Freistoß zu Gunsten der Gegner verhängt. Passierte das Vergehen im eigenen Strafraum, wird ein Strafstoß zu Gunsten der Gegner verhängt.
Eine Disqualifikation (Rote Karte) soll außerdem gegeben werden, wenn ein Spieler, Torhüter, Trainer oder Mannschaftsassistent ein ernsthaftes / schweres Fehlverhalten zeigt. Die betreffende Person begeht so ein Fehlverhalten:
- Wenn sie sich in einer unhöflichen, groben Art und Weise durch Wörter oder Gestik (auch beides) einer anderen Person nährt,
- Wenn die betreffende Person flucht, streitet, anpöbelt oder sogar rassistische, diskriminierende oder beleidigende Gesten oder Bemerkungen verwendet (unsportliches Verhalten),
- Wenn die betreffende Person wiederholt Bemerkungen oder Gesten zu Schiedsrichter, Zeitververwalter, Punkteverwalter, Spieler oder Trainer macht oder
- Wenn die betreffende Person den Schiedsrichter, Zeitververwalter, Punkteeverwalter, Spieler, dem Mannschaftsmitglied oder den Spieltisch durch Einsatz eines Rollstuhls, Schläger oder mit dem anderen Körperteil angreift oder es versucht.

#### Fechten
Beim Fechten bedeutet die rote Karte einen Strafpunkt für den Gegner.
Vergehen nach Gruppe 0 werden mit einer roten Karte geahndet, wenn:
- ein Fechter nach dem ersten Aufruf weiterhin nicht gefechtsbereit auf der Bahn antritt und der Kampfrichter deshalb nach einer weiteren Minute zum zweiten Mal den Fechter aufruft oder
- wenn zum zweiten oder dritten Mal passiv agiert wird (also die Kampfbereitschaft fehlt)

Der zweite Aufruf hat eine rote Karte zur Folge, die dem Fechter bzw. einem Mannschaftsmitglied des Fechters vom Kampfrichter gezeigt wird. Wenn der Fechter nach einer Minute immer noch nicht bereit ist, wird der abwesende Fechter für den Einzelwettbewerb oder die Mannschaft für den gesamten Mannschaftswettbewerb ausgeschlossen.
Wird nach einer Minute zum zweiten oder dritten Mal kein gültiger Treffer gewertet bzw. fällt nach einer Minute kein Treffer außerhalb der gültigen Trefffläche, verhängt der Kampfrichter mittels der roten P-Karte einen Strafpunkt an beide Fechter, wenn es Treffergleichstand gibt. Bei einem unterschiedlichen Trefferergebnis wird der Fechter mit dem niedrigen Trefferstand vom Kampfrichter mit der roten P-Karte bestraft. Ab dem vierten Mal folgt die schwarze P-Karte, sofern der bestrafte Fechter schon zwei rote P-Karten erhalten hat.
Wird ein Vergehen nach Gruppe 1 zum zweiten Mal oder Vergehen nach Gruppe 2 oder 3 zum ersten Mal begangen, wird die rote Karte gegen den Fechter gezeigt.
Ein Fechter begeht ein Vergehen nach Gruppe 2, wenn er:
- den waffenfreien Arm oder die waffenfreie Hand benutzt (zusätzlich Trefferannullierung),
- um eine Pause wegen einer von Ärzten ungerechtfertigten Verletzungen oder Krämpfen bittet,
- ohne Kontrollmarke kämpft (zusätzlich Trefferannullierung),
- den Gegner von außen absichtlich trifft (zusätzlich Trefferannullierung),
- gegen seinen Gegner brutal, gefährlich oder auch rachsüchtig vorgeht oder
- den Gegner mit der Glocke oder dem Griff schlägt (zusätzlich Trefferannullierung)

Vergehen nach Gruppe 2 werden auch bei weiteren Vergehen mit einer roten Karte bestraft.
Ein Frechter begeht ein Vergehen nach Gruppe 3, wenn er:
- die Ordnung auf der Bahn stört (bei besonders schwerwiegenden Fällen kann der Kampfrichter sofort die schwarze Karte zeigen),
- unfair kämpft (zusätzlich Trefferannullierung) oder
- gegen die Werbevorschriften verstößt.

Wiederholte Vergehen nach Gruppe 3 haben eine Schwarze Karte zur Folge. Der Fechter wird dadurch ausgeschlossen.

#### Fußball

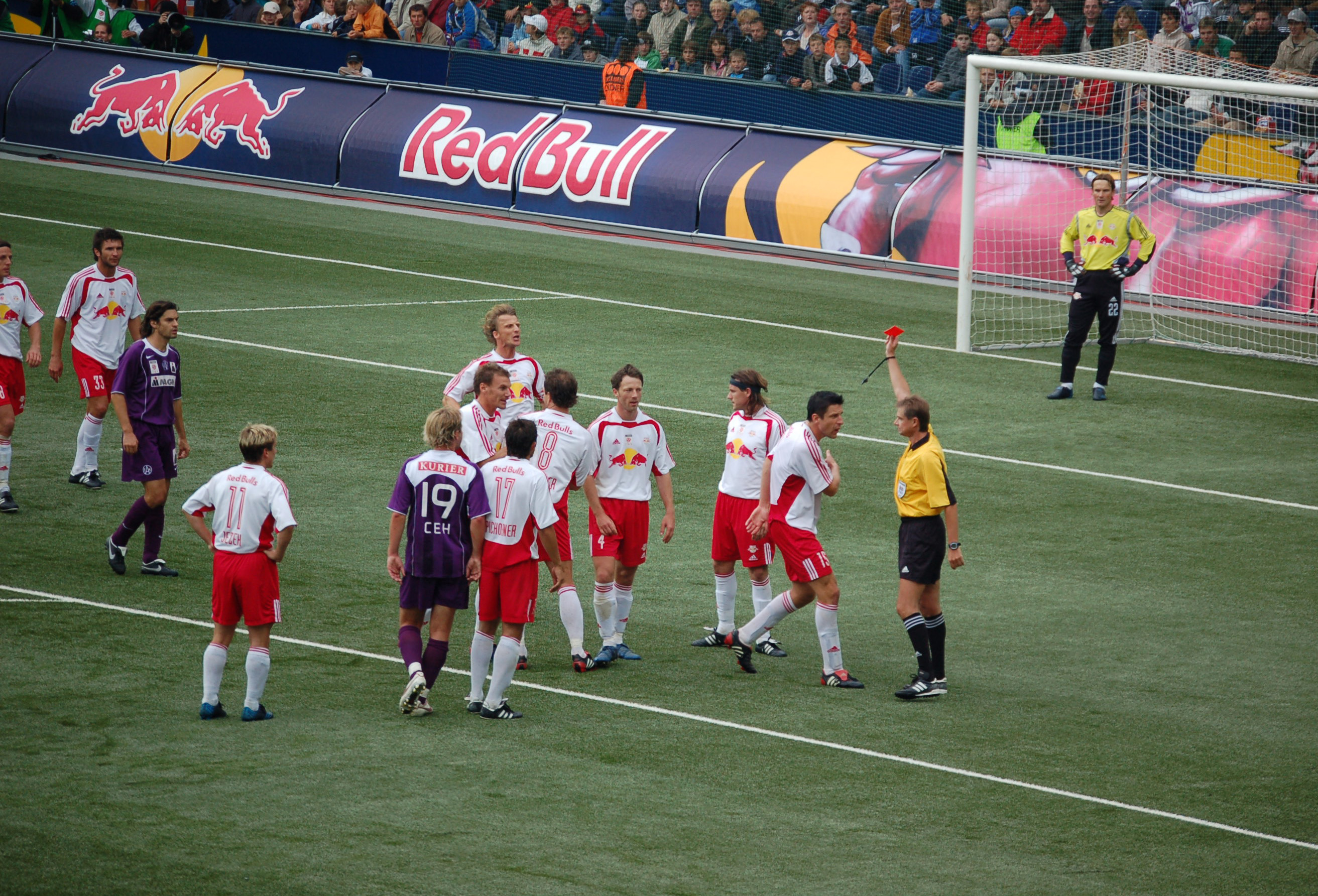
Rote Karte im Fußball

Im Fußball wird die Rote Karte von einem Schiedsrichter gezeigt. Dabei zeigt sie an, dass der Spieler, Auswechselspieler oder ausgewechselter Spieler des Feldes auf Dauer verwiesen wurde. Wurde ein Spieler des Feldes verwiesen, muss die Mannschaft mit ein Mann weniger spielen, es sei denn, das Vergehen passierte vor Anpfiff zur ersten Halbzeit. Hier darf dann der ausgeschlossene Spieler durch einen Auswechselspieler ersetzt werden, ohne dass dabei das Auswechselkontingent berührt wird. Wird jedoch ein Auswechselspieler zuvor durch die Rote Karte ausgeschlossen, darf der Auswechselspieler nicht ersetzt werden.
Ein Spieler, Auswechselspieler oder ausgewechselter Spieler sieht gemäß Regel 12 die Rote Karte und wird auf Dauer des Feldes verwiesen, wenn er:
- ein Tor oder eine offensichtliche Torchance durch ein absichtliches Handspiel (außer beim Torwart in seinem Strafraum, der ja die Hand benutzen darf) verhindert,
- ein Tor oder einer offensichtlichen Torchance des Gegners, dessen Gesamtbewegung auf das Tor des Täters ausgerichtet ist, durch ein Vergehen, das mit einem Freistoß (direkt/indirekt) zu ahnden ist, verhindert. Wenn jedoch:
  - ein Spieler im eigenen Strafraum eine offensichtliche Torchance durch ein Vergehen verhindert und der Schiedsrichter deshalb einen Strafstoß gibt, wird der schuldige Spieler nur verwarnt, wenn er beim Versuch, den Ball zu spielen, dieses Vergehen beging. Hat der schuldige Spieler keinen Versuch unternommen, den Ball zu spielen oder begeht er ein Vergehen, indem er den Gegenspieler hält, zieht, stößt etc., wird er des Feldes verwiesen.
  - ein Spieler eine offensichtliche Torchance verhindert und die gegnerische Mannschaft den fälligen Freistoß schnell ausführt und zu einer klaren Torchance kommt, bevor der Schiedsrichter mit dem Verfahren für die Disziplinarmaßnahme begonnen hat oder der Schiedsrichter nach Verhinderung der offensichtlichen Torchance auf Vorteil entschieden hat, wird der fehlbare Spieler bei der nächsten Spielunterbrechung wegen unsportlichen Betragens verwarnt.
- anstößige, beleidigende oder schmähende Äußerungen oder Handlungen gebraucht,
- ein grobes Foulspiel begeht,
- eine andere Person beißt oder anspuckt,
- eine Tätlichkeit durch übermäßige Härte oder Brutalität gegenüber einer anderen Person begeht,
- einen vorhandenen Video-Überprüfungsraums (VÜR) betritt oder
- im selben Spiel die zweite Verwarnung erhält und dadurch die Gelb-Rote Karte sieht.

Seit der Saison 2019/2020 können auch Teamoffizielle (also auch der Trainer) mit der gelben und roten Karte bestraft werden. Gemäß Regel 12 sieht ein Teamoffizieller die Rote Karte und wird aus dem Innenraum verwiesen, wenn er:
- die Spielfortsetzung des gegnerischen Teams verzögert, z. B. durch:
  - Nichtfreigabe des Balls
  - Wegspielen des Balls
  - Behinderung eines Bewegung des Spielers
- absichtlich die technische Zone verlässt und dann:
  - gegenüber einem Spieloffiziellen protestiert oder bei diesem sich beschwert oder
  - provoziert oder aufhetzt
- die technische Zone des gegnerischen Teams in aggressiver oder konfrontativer Art und Weise betritt,
- absichtlich Gegenstände auf das Spielfeld wirft oder tritt,
- das Spielfeld betritt, um:
  - einen Spieloffiziellen zur Rede zur Stellen (dies gilt auch während der Halbzeitpause und nach Spielende)
  - das Spiel, einen Gegner oder einen Spieloffiziellen zu beeinflussen
- einen vorhandenen Video-Überprüfungsraums (VÜR) betritt,
- sich gegenüber einer anderen Person physisch oder aggressiv verhält (dazu zählt auch Spucken und Beißen),
- eine Tätlichkeit gegenüber einer anderen Person begeht,
- anstößige, beleidigende oder schmähende Äußerungen oder Handlungen gebraucht,
- unzulässige Elektro- oder Kommunikationsgeräte einsetzt und/oder sich ungebührlich aufgrund des Einsatzes solcher Geräte verhält oder
- im selben Spiel die zweiten Verwarnung erhält und dadurch die Gelb-Rote Karte sieht.[6]

Im Profibereich und in einigen Amateurligen bedeutet die Gelb-Rote Karte eine Sperre für das folgende Spiel für den schuldigen Spieler. Erhält der Spieler eine „direkte“ Rote Karte, ist er automatisch gesperrt. Über die Höhe der Strafe entscheidet dann die spielleitende Stelle oder das Sportgericht. Dabei wird aber mindestens ein Spiel Sperre ausgesprochen.

#### Gaelic FootballundHurling
Im Gaelic Football und im Hurling bedeutet die rote Karte den Ausschluss für den verursachenden Spieler. Er wird für den Rest des Spiels des Feldes verwiesen und darf nicht ersetzt werden.
Ein Spieler sieht die rote Karte, wenn er:
- einen Gegenspieler oder eine Person mit dem Kopf, Arm, Hand, Ellenbogen oder Knie schlägt oder es versucht,
- einen Gegenspieler oder eine Person mit geringen Aufwand oder mit Gewalt oder mit dadurch resultierender Verletzung tritt oder es versucht,
- sich gegenüber einem Gegenspieler gefährlich verhält,
- einen Gegenspieler anspuckt,
- sich an einem Handgemenge beteiligt,
- gegen einen Spieler nachtritt,
- dem Gegner durch rücksichtsloses Verhalten verletzt oder
- den Schiedsrichter, Umpire, Linienrichter oder Seitenlinien-Offiziellen durch Worte oder Gestik beleidigt.

Eine rote Karte gibt es auch, wenn ein Spieler im Spiel 2× die gelbe Karte erhält oder eine gelbe und eine schwarze Karte sieht. Erhält der Spieler innerhalb von 48 Wochen wegen Doppel-„Gelb“ oder „Gelb-Schwarz“ die rote Karte, wird er automatisch für 2 Spiele gesperrt.

#### Gehen (Sport)
Bei der Sportart Gehen bedeutet die Rote Karte ein „Antrag auf Disqualifikation“. Zur Information der Athleten (und Zuschauer) wird die jeweilige Anzahl und der Grund der Roten Karten auf einer Tafel angezeigt. Damit dies besonders bei internationalen Veranstaltungen schnell angezeigt werden kann, müssen Handheldcomputer für die Kommunikation zum Gehrichterobmann und zu der Disqualifikationsantrag-Tafel verwendet werden. Bis zur Regeländerung der Internationalen Wettkampfregeln zu 2016, wurde der Geher nach drei Roten Karten, welche er durch verschiedene Gehrichter bekommen hat, durch den Obmann (oder einen seiner Assistenten) disqualifiziert. Dann wurde eine Aufenthaltszone für Zeitstrafen gemäß Regel 230.7 c) eingeführt.
Erlaubt die Bestimmungen dieser Veranstaltung eine solche Aufenthaltszone, ist sie bei allen Gehwettbewerbe zwingend vorgeschrieben. Sie kann aber auch bei anderen Wettkämpfe zum Einsatz kommen, nachdem die zuständige Verbandsorganisation oder das Organisationskomitee (Veranstalter) dazu eine Entscheidung getroffen haben.
Kommt die Aufenthaltszone zum Einsatz und hat der betroffene Athlet drei Rote Karten gesammelt, muss er nach Anweisung von dem Gehrichterobmann oder einer ihm betrauten Person (also auch einer seiner Assistenten) in die Aufenthaltszone für Zeitstrafen hingehen und die festgelegte Zeitstrafe absitzen. Dabei wurde sie mit der Regeländerung zu 2018 wie folgt festgelegt:
- Bei Wettkämpfen bis zu 5 km beträgt die Strafzeit 30 Sekunden,
- Bei Wettkämpfen bis zu 10 km beträgt die Strafzeit 1 Minute,
- Bei Wettkämpfen bis zu 20 km beträgt die Strafzeit 2 Minuten,
- Bei Wettkämpfen bis zu 30 km beträgt die Strafzeit 3 Minuten,
- Bei Wettkämpfen bis zu 40 km beträgt die Strafzeit 4 Minuten und
- Bei Wettkämpfen bis zu 50 km beträgt die Strafzeit 5 Minuten.

Sollte der Athlet zu irgendeinen Zeitpunkt eine weitere Rote Karte von einem Gehrichter erhalten, welcher ihm noch keine Rote Karte ausgestellt hat, wird der Athlet disqualifiziert. Er wird auch vom Obmann disqualifiziert, wenn er sich trotz Anweisung weigert, in die Aufenthaltszone für Zeitstrafen zu gehen oder wenn er nicht die festgelegte Strafzeit in der Aufenthaltszone verbringt.
Eine Disqualifikation wird dem betreffenden Athlet durch den Obmann oder seinen Assistenten durch eine rote Kelle angezeigt, worauf der Geher sofort den Wettkampf beenden und die Wettkampfstrecke verlassen muss. Bei Wettbewerben auf der Straße muss der Geher zudem seine Startnummern abnehmen.

#### Handball

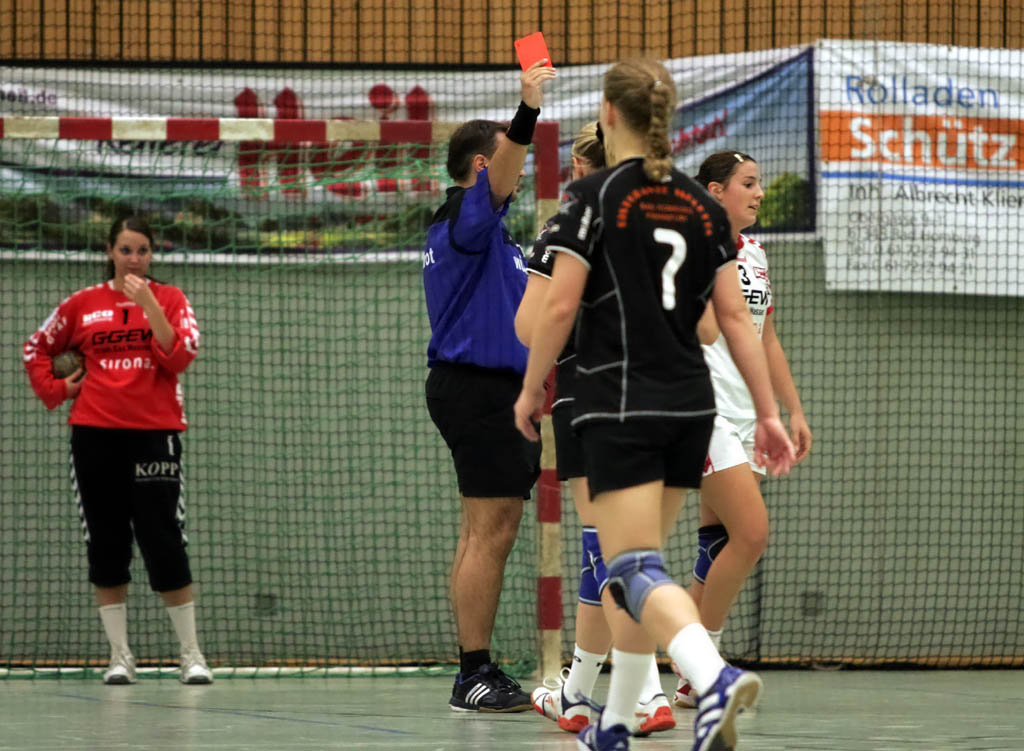
Eine Rote Karte wird bei einem Handballspiel gezeigt.

Beim Handball bedeutet die Rote Karte eine Disqualifikation des Spielers oder des Mannschaftsoffiziellen für die restliche Spielzeit. Dabei muss die Mannschaft für zwei Minuten mit einem Spieler weniger spielen. Danach darf der disqualifizierte Spieler ersetzt werden. Ein disqualifizierter Offizieller kann jedoch nicht ersetzt werden, trotzdem muss ein Spieler für zwei Minuten das Spielfeld verlassen. Die Disqualifikation mittels Roter Karte gibt es:
1. bei Vergehen im Sinne der Regeln 8:5 und 8:6;
2. grob unsportlichem Verhalten gemäß Regel 8:9 und besonders grob unsportlichem Verhalten gemäß Regel 8:10 durch einen Spieler oder Mannschaftsoffiziellen auf der Spielfläche oder außerhalb;
3. unsportlichem Verhalten eines der Mannschaftsoffiziellen nach Regel 8:7, nachdem Mannschaftsoffizielle der gleichen Mannschaft zuvor schon eine Verwarnung und eine Hinausstellung nach 16:1b und 16:3d-e erhalten haben;
4. bedeutendem oder wiederholt unsportlichem Verhalten während des Siebenmeterwerfens oder
5. bei einer dritten Hinausstellung desselben Spielers.

Seit 2010 ersetzt die Disqualifikation mit Bericht den Ausschluss. Den gab es damals für Tätlichkeiten was eine Reduzierung eines Spielers für die restliche Spielzeit zur Folge hatte. Seit 2010 nun werden Vergehen nach 8:6 oder 8:10 mit Disqualifikation und Bericht geahndet. Das hat eine automatische Sperre zur Folge, die durch die Spielinstanz sogar verschärft werden kann. Ab dem 1. Juli 2016 wird die Disqualifikation mit Bericht durch Zeigen der Roten und anschließend der Blauen Karte ausgesprochen.

#### Hockey

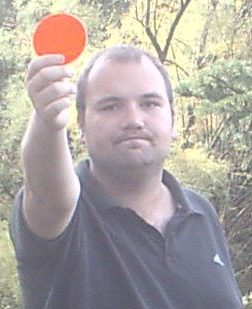
Rote Hockeykarte

Eine Rote Karte beim Feld- oder Hallenhockey bedeutet den Ausschluss des Spielers, Auswechselspielers oder des schuldigen Betreuers für die restliche Spielzeit. Die Mannschaft muss mit einem Spieler weniger spielen, da der Spieler nicht ersetzt werden kann. Anders als bei der grünen und gelben Karte ist der Spielführer niemals mit der roten Karte zu bestrafen, wenn ein Team unsportliches Verhalten zeigt und der schuldige Spieler nicht erkennbar ist. Hier ist die betreffende Person mit der roten Karte auszuschließen. Beim Deutschen Hockey-Bund gibt es auch die Gelb-Rote Karte, welche dieselbe Bedeutung hat, wie bei der roten Karte. Sie kann aber nur gegeben werden, wenn ein Spieler schon mit der gelben Karte bestraft worden ist und auf dem Feld ein weiteres Vergehen begeht, was eine grüne oder gelbe Karte zur Folge hat. Begeht der Spieler jedoch außerhalb das Vergehen (zum Beispiel bei einer Zeitstrafe) erhält er auch hier direkt die rote Karte. Dies gilt auch für Auswechselspieler oder Betreuer. Bei einer Gelb-Roten Karte ist der Spieler für ein Spiel gesperrt. Bei einer roten Karte müssen die Schiedsrichter einen ausführlichen Bericht verfassen.
Die rote Hockeykarte hat in der Regel eine runde Form, kann aber auch oval sein.

#### Kanupolo
Beim Kanupolo bedeutet die Rote Karte einen Ausschluss für den Spieler, Trainer, Mannschaftsbetreuer oder dem Teamoffiziellen für die restliche Spielzeit. Die betreffende Person ist nicht mehr ersetzbar. Die Mannschaft muss mit einem Mann weniger spielen. Der Schiedsrichter hält die Rote Karte hoch und zeigt mit dem anderen Arm auf die betreffende Person, die ausgeschlossen worden ist. Erhält ein Spieler seine zweite gelbe Karte, sieht er automatisch auch die rote Karte (Gelb-Rote Karte).
Eine Rote Karte wird gegen den Trainer oder Mannschaftsbetreuer (Offizieller) verhängt:
- wenn die betreffende Person die Coachingzone wiederholt verlässt, obwohl es deshalb schon eine grüne Karte für ihn oder einem anderen Mannschaftsbetreuer (Offiziellen) gegeben hat,
- wenn der Trainer oder Betreuer (Offizieller) gegen die Erteilung einer grünen Karte widerspricht oder
- wenn der Trainer oder Mannschaftsbetreuer (Offizieller) sein Verhalten bzw. seine Einstellung fortsetzt, obwohl dies mit einer grünen Karte sanktioniert wurde.

Wenn ein Trainer oder Mannschaftsbetreuer die rote Karte erhält, muss er die Wettkampfstätte unverzüglich verlassen. Das Spiel darf erst fortgesetzt werden, wenn die betreffende Person die Wettkampfzone verlassen hat. Es ist der betreffenden Person verboten, die Wettkampfstätte zu betreten und Einfluss auf das Spiel zu nehmen. Weigert sich die betreffende Person, die Wettkampfzone zu verlassen, muss der Schiedsrichter das Spiel abbrechen und den Vorfall dem Wettkampfausschuss mitteilen.
Außerdem gibt es eine Rote Karte:
- wenn ein Spieler persönlich angegriffen wird (Tätlichkeit) oder
- wenn ein absichtliches oder gefährliches Foul begangen wird, was nach Ansicht der Schiedsrichter maßgeblichen Einfluss auf das Spiel hat, ungeachtet anderer verhängter Spielstrafen.

Erhält ein Spieler, Mannschaftsbetreuer oder Mannschaftsoffizieller während des Spiels die rote Karte (dazu zählt die Gelb-Rote Karte des Spielers), ist er automatisch für das nächste Spiel des Wettkampfes gesperrt. Sind die Schiedsrichter der Ansicht, dass es weitere Disziplinarmaßnahmen geben muss, reichen sie einen Bericht ein. Über die Entscheidung weiterer Maßnahmen entscheidet die Jury.

#### Kegeln
Im Kegeln gibt es die Gelb-Rote Karte und die Rote Karte. Wenn ein Spieler ein Vergehen begeht und dadurch seine 2. Verwarnung erhält, wird ihm die Gelbe und Rote Karte zusammen gezeigt. Sein Wurf wird als Nullwurf gewertet. Dabei werden zwar die getroffenen Kegeln auf den Wurfschein notiert, aber entwertet. Das Verhängen der Gelb-Roten Karte und die Entwertung des Wurfes sind im Spielbericht zu notieren.
Eine Rote Karte bedeutet die Disqualifikation des Spielers, der gleichzeitig vom weiteren Spiel ausgeschlossen wird. Sie wird gegeben, wenn der Spieler sich grob unsportlich verhält. Bei Mannschaftswettbewerben kann ein ausgeschlossener Spieler durch einen Ersatzspieler ersetzt werden, wenn dieser auf der Mannschaftsmeldung aufgeführt ist und das Auswechselkontingent noch nicht erschöpft wurde. Die Rote Karte ist nicht nur im Spielbericht zu vermerken, zusätzlich muss der Schiedsrichter, welcher die Rote Karte verhängt hat, einen Bericht dazu an die betreffende spielleitende Stelle abgeben.

#### Quidditch
Die Rote Karte in Quidditch bedeutet den Ausschluss des schuldigen Spielers vom Spiel. Er muss das Spielfeld verlassen und darf nicht mehr teilnehmen. Außerdem muss seine Mannschaft für zwei Minuten in Unterzahl spielen. Die Rote Karte wird gegen den schuldigen Spieler verhängt, wenn er:
- mit einem kaputten Besen spielt (Verletzungsgefahr! Muss unbedingt ausgetauscht werden),
- sich schwerwiegend unsportlich verhält,
- eine schwerwiegende körperliche Attacke begangen hat, auch durch das unerlaubte Bespielen von Bällen
- als Ersatzspieler außerhalb des Spielfeldes ins Spiel eingreift oder
- wenn er zwei Gelbe Karten im Spiel erhalten hat

Weigert sich der Spieler nach Erhalt der Roten Karte (auch Gelb-Rote Karte) das Spielfeld zu verlassen und ist er für die Anwesenden weiterhin eine Gefahr, kann es übersteigende Maßnahmen für die eigentliche Partie geben. So kann es passieren, dass die komplette Mannschaft von Turnieren dauerhaft ausgeschlossen wird.

#### Ringen
Beim Ringen gibt es die Gelb-Rote Karte und die Rote Karte. Zum einen wird die bestrafte Person (Ringer, Trainer, Betreuer, Zeitnehmer und Listenführer) mit einem Hallenverweis belegt. worauf dieser die Wettkampfhalle verlassen muss. Außerdem erhält die bestrafte Person eine Sperre (bzw. eine Funktionssperre) für die laufende Veranstaltung und zusätzlich eine Sperre (bzw. Funktionssperre) für einen Einsatz am nächstfolgenden Kampftag der Mannschaftsmeisterschaft oder bei einer mehrtägigen Einzelmeisterschaft oder eines -turniers.
Die Gelb.Rote Karte kann es nur dann geben, wenn die bestrafte Person schon eine Gelbe Karte hat und nun ein weiteres Vergehen begeht, was zu einer zweiten Gelben Karte führen würde. Der Kampfrichter (Mattenleiter) oder ein Mitglied des Kampfgerichtes zeigt die „Gelb-Rote Karte“ durch gleichzeitiges Hochhalten der Gelben und Roten Karte an. Bei einem Drei-Mann-Kampfgericht gilt dieselbe Regelung wie bei der Verwarnung mit der Gelben Karte (Stimmmehrheit, darunter Stimme von Mattenpräsidenten).
Ein Ringer, Trainer, Betreuer, Zeitnehmer oder Listenführer kann aber auch sofort die Rote Karte sehen, wenn er:
- sich grob unsportlich verhält,
- einen Aktiven, Funktionär, Sportorganmitglieder (darunter zählen auch die Sportrichter), Kampfrichter oder Zuschauer bedroht oder beleidigt oder
- eine Tätlichkeit gegenüber Aktiven, Funktionären, Sportorganmitglieder (darunter zählen auch die Sportrichter), Kampfrichter oder Zuschauer begeht.

Gelb-Rote und Rote Karten müssen im Protokoll vermerkt und begründet werden.

#### Rollhockey
Eine Rote Karte bedeutet im Rollhockey ein Ausschluss des schuldigen Verursachers für das restliche Spiel. Sie wird gegen Spieler, Trainer oder weitere Offizielle einer Mannschaft verhängt. Die betroffene Person muss das Spielfeld und die Reservebank verlassen. Eine direkte Rote Karte wird bei folgenden Vergehen verhängt:
- Bei Bedrohung oder Beleidigung, auch durch verletzende Worte oder obszöne Gesten gegenüber Zuschauer, Hauptschiedsrichter, die Offiziellen am Zeitnehmertisch, Spieler und Offizielle der eigenen oder anderen Mannschaft,
- Wenn es zu einem versuchten oder vollendeten Angriff kommt,
- Wenn man aggressiv oder gewalttätig auf einen Angriff reagiert oder es versucht,
- Bei jeder anderen gewalttätige oder brutale Aktion.
- Wenn der Gegner bedroht, geschubst oder sogar versucht wird ihn anzugreifen, obwohl das Spiel nicht freigegeben ist (Pause, Spielunterbrechung oder Spielende),
- Wenn in einen Gegenspieler hinein gelaufen wird und dieser dabei zu Boden geworfen wird,
- Wenn einen Gegenspieler auf ungeschützte Körperteile (Rumpf, Hände, Arme, Beine und Knie) gewalttätig geschlagen wird,
- Wenn man seinen Schläger absichtlich in den Rollschuh des Gegners einhakt und dieser dadurch zu Boden fällt,
- Wenn man Gegenstände auf das Spielfeld Richtung Ball, Hauptschiedsrichter, Gegner oder Mitspieler wirft,
- Wenn man die Zuschauer mit offensiven Gesten oder Ausdrücken provoziert oder
- Wenn ein weiteres schwerwiegendes oder grobes Foul begangen wird, während man eine Zeitstrafe absitzt und das Spiel bereits fortgesetzt worden ist.

Wenn dem Torwart, Spieler, oder dem Haupttrainer drei Mal die Blaue Karte gezeigt wird, erhält dieser zusätzlich die Rote Karte. Seine Mannschaft muss bei jedem Erhalt einer direkten Roten Karte für 4 Minuten mit einem Mann weniger spielen.

#### Radball
Eine Rote Karte bedeutet beim Radball den Ausschluss des Spielers oder des Mannschaftsbetreuers. Sie muss vom Kommissär gegeben werden, wenn eine grobe Unsportlichkeit begangen worden ist. Eine grobe Unsportlichkeit liegt vor, wenn:
- ein Spieler einen Gegenspieler durch einen groben Regelverstoß behindert hat,
- ein Spieler oder Betreuer gegenüber Spieler, Funktionäre oder Zuschauer tätlich wird,
- ein Spieler oder Betreuer den Kommissär beleidigt,
- ein Spieler oder Betreuer den Ball gegen den Kommissär wirft oder schlägt oder
- ein Spieler den Kommissär absichtlich anfährt oder anrempelt

Begeht ein Spieler ein Vergehen, was die 2. Gelbe Karte bedeutet, wird er vom Kommissär mit der Gelb-Roten Karte des Feldes verwiesen. Die Mannschaft muss für den Rest des Spiels mit ein Mann weniger spielen. Von daher ist beim 2er-Radball das Spiel abzubrechen, da immer mit 2 Spielern zu spielen ist (deshalb gibt es auch bei dieser Variante keine Zeitstrafe). Das Spiel ist mit 0:5 Toren zu werten (außer der Gegner erzielt ein besseres Ergebnis). Beim 5er-Radball wird das Spiel abgebrochen, wenn drei Spieler ausgeschlossen worden sind. Das Spiel wird mit 0:3 gewertet (außer es gibt ein besseres erzieltes Ergebnis durch den Gegner). Wird ein Ersatzspieler oder Betreuer mit der Roten Karte verwiesen, muss die Mannschaft einen beliebigen Spieler für 2 Minuten vom Feld holen. Erhält ein Spieler eine direkte Rote Karte, ist er mindestens für 2 Spiele gesperrt.

#### Rugby
Beim Rugby bedeutet die Rote Karte den Ausschluss des schuldigen Spielers. Seine Mannschaft spielt den Rest der Zeit mit einem Mann weniger. Die Rote Karte wird bei schweren Verstößen gegen die Regel 10 des IRB-Regelwerkes verhängt. Ein Spieler sieht auch die Rote Karte, wenn er seine 2. Gelbe Karte im selben Spiel erhält.

#### Tischtennis
Im Tischtennis hat die Rote Karte mehrere Bedeutungen. Ein Schiedsrichter kann gegen einen schuldhaften Spieler Strafpunkte verhängen, wenn dieser wiederholt Verstöße begeht. Dazu zeigt er ihm gleichzeitig eine Gelbe und Rote Karte.
Wenn ein Spieler von einer Person unberechtigterweise beraten wird oder jemand nach einer Verwarnung im selben Mannschaftskampf oder Spiel unzulässig berät, verweist ihn der Schiedsrichter vom Spielraum (der Box), indem er der betreffenden Person eine Rote Karte zeigt. Es ist dabei irrelevant, ob es sich bei der Person um den Verwarnten handelt oder nicht.
Ein Oberschiedsrichter kann den Spieler disqualifizieren, wenn dieser sich grob unfair oder beleidigend verhält. Dabei ist es egal, ob dieser Sachverhalt von einem Schiedsrichter vorgetragen worden ist. Der Oberschiedsrichter kann dabei den Spieler für ein Spiel, für den betreffenden Wettbewerb oder sogar für die gesamte Veranstaltung disqualifizieren. Dabei zeigt er dem schuldigen Spieler die Rote Karte.
Wen ein Spieler für 2 Einzel- oder Doppelspiele eines Mannschafts- oder Individualwettbewerbs disqualifiziert worden ist, wird er automatisch auch für diesen Mannschafts- oder Individualwettbewerb disqualifiziert.
Der Oberschiedsrichter kann auch jemanden disqualifizieren, wenn derjenige zweimal im selben Wettbewerb vom Spielraum (der Box) verwiesen worden ist.

#### Volleyball

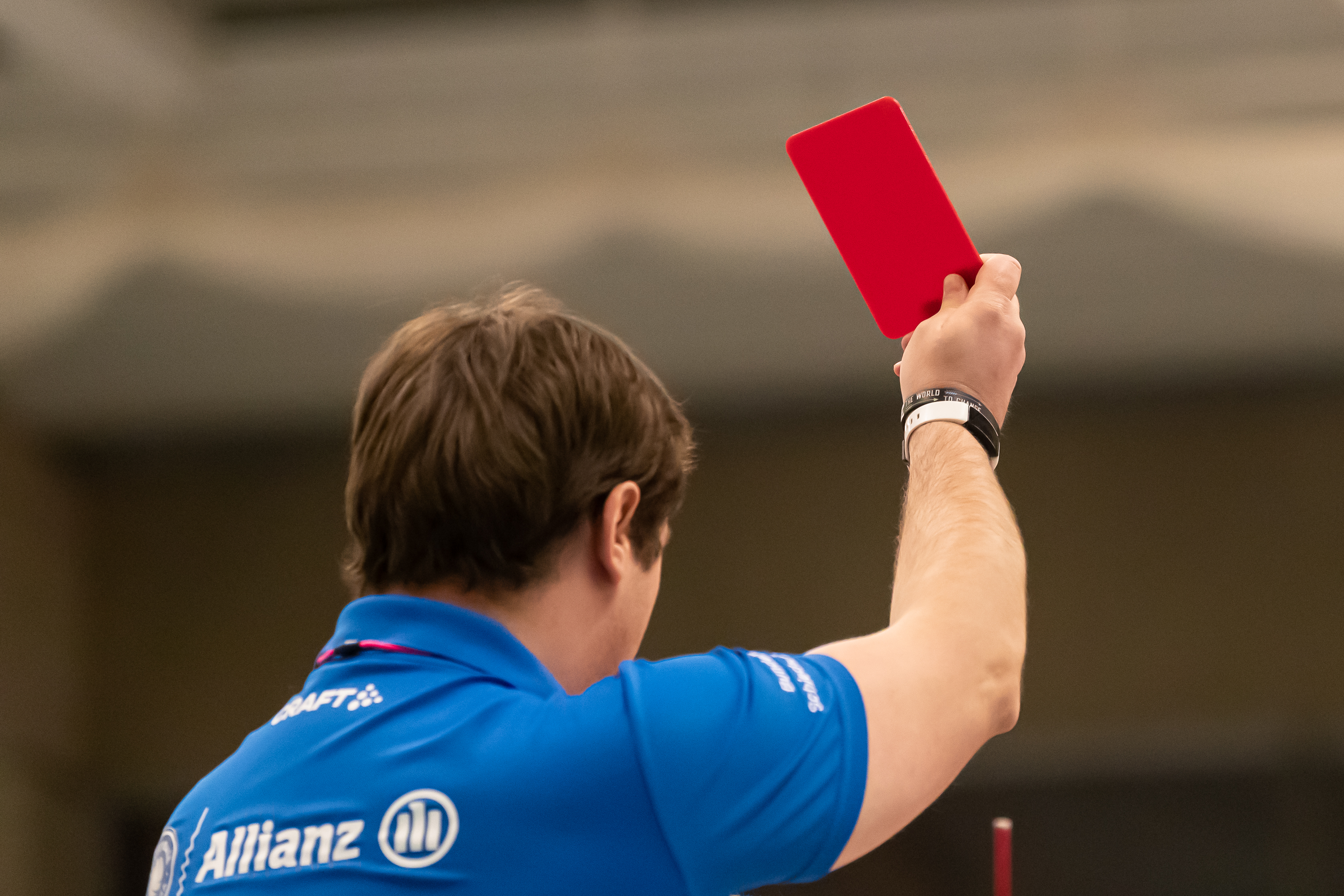
Rote Karte beim Volleyball

Im Volleyball wurde 2013 die Kartenregelung mit der vom Beachvolleyball vereinheitlicht. Seit der Änderung bedeutet die Rote Karte eine Bestrafung für den Spieler oder Trainer. Sein Team verliert das Aufschlagrecht und die gegnerische Mannschaft bekommt zudem einen Punkt. Die Bestrafung wird gegeben, wenn ein Mannschaftsmitglied sich zum ersten Mal ungebührlich verhält. Außerdem wird sie bei wiederholter Verzögerung gegeben. Bei der Verzögerung hält sich der Schiedsrichter die rote Karte vor seinem anderen Arm. Ansonsten wird die rote Karte hochgehalten. Vor der Regeländerung bedeutete die Rote Karte eine Hinausstellung des Spielers oder des Trainers. Jetzt wird sie durch gleichzeitiges Zeigen der gelben und roten Karte in einer Hand ausgesprochen. Bis 2021 musste das hinausgestellte Mannschaftsmitglied (Spieler, Trainer oder Mannschaftsoffizielle) sich in einer vorher festgelegten Straffläche für den restlichen Spielsatz aufhalten. Dort durften sie nicht für den restlichen Satz ins Spiel eingreifen. Mit der Regeländerung im Jahre 2021 wurde der Strafraum abgeschafft. Seitdem muss ein hinausgestelltes Mannschaftsmitglied für den Rest des laufenden Satzes die Sporthalle verlassen und sich in die Mannschaftskabine seiner Mannschaft begeben. Eine Hinausstellung wird gegeben, wenn ein Mannschaftsmitglied sich zum zweiten Mal ungebührlich verhält oder zum ersten Mal ein ausfallendes Verhalten zeigt (z. B. Beleidigung). In Beachvolleyball, wo nur 2 Spieler pro Mannschaft spielen, verliert die Mannschaft dadurch den Satz, da sie unvollständig ist. Bei einer Disqualifikation wird dem Mannschaftsmitglied (Spieler, Trainer, weitere Offizielle) die gelbe und rote Karte gleichzeitig getrennt gezeigt. Vor der Änderung zeigte der Schiedsrichter die gelbe und rote Karte gleichzeitig in einer Hand. Das betreffende Mitglied muss für den Rest des Spiels die Sporthalle verlassen und sich in die Umkleidekabine seiner Mannschaft begeben. Die Disqualifikation wird verhängt, wenn ein aggressives Verhalten (z. B. Bedrohung oder Tätlichkeit) begangen worden ist, wenn zum zweiten Mal sich ein Mitglied ausfallend verhält oder zum dritten Mal sich unangemessen verhält. Bei einer Hinausstellung oder Disqualifikation drohen der Mannschaft keine weiteren Sanktionen wie Aufschlagverlust oder Punktgewinn für Gegner. Der hinausgestellte oder disqualifizierte Spieler muss durch einen Wechsel ausgetauscht werden. Wenn ein normaler Wechsel nicht möglich ist, darf der hinausgestellte oder disqualifizierte Spieler seit 2021 ausnahmsweise ausgewechselt werden. Wenn ein Spieler ausnahmsweise ausgewechselt wird, darf er nicht mehr am Spiel teilnehmen. Ist jedoch ein normaler oder ausnahmsweiser Wechsel nicht möglich, so ist die Mannschaft unvollständig und verliert dadurch den Spielsatz. Ist die Mannschaft auch im nächsten Spielsatz unvollständig, verliert sie das ganze Spiel. Beim Beachvolleyball verliert die Mannschaft infolge der Disqualifikation das Spiel, da der Spieler nicht mehr an den Sätzen teilnehmen kann und die Mannschaft dadurch unvollständig bleibt.

### Grüne Karte
In einigen Sportarten wird auch die Grüne Karte verwendet. Sie wird als Verwarnung gegen den schuldigen Spieler oder auch Mannschaftsoffiziellen (zum Beispiel Trainer) verwendet, wenn dieser ein leichtes Vergehen begangen hat und eine schwere Bestrafung nicht nötig ist.

#### Elektrorollstuhl-Hockey
Beim Elektrorollstuhl-Hockey (oder auch Powerchair Hockey) bedeutet die Grüne Karte eine Verwarnung für den Spieler, Trainer oder den Mannschaftsassistenten.
Die Grüne Karte kann vom Schiedsrichter gegeben werden:
- wenn ein Spieler einen absichtlichen Verstoß außerhalb des eigenen Strafraumes begeht,
- wenn ein Spieler einen unabsichtlichen Verstoß irgendwo innerhalb des Spielfeldes begeht,
- wenn ein Spieler schon eine verbale Verwarnung erhalten hat oder
- wenn die ballführende Mannschaft das Spiel wiederholt verzögert, was zum Freistoß führt und dabei die Mannschaft zuvor gewarnt wurde. Der Spieler, welcher den Ball hat oder zuletzt hatte, sieht die Grüne Karte.

Die Grüne Karte soll bei leichten Fehlverhalten von Spieler, Trainer oder Mannschaftsassistent vom Schiedsrichter verhängt werden. Ein leichtes Fehlverhalten ist:
- kleine Bemerkungen oder Gesten in Richtung Schiedsrichter, Zeitververwalter, Punkteverwalter, anderen Spielern oder Trainer (unsportliches Verhalten)
- Absichtliche Spielverzögerung oder
- Streitigkeiten mit anderen Spielern oder Mannschaftsmitgliedern.

Wenn die betreffende Person (Spieler, Trainer oder Mannschaftsassistent) schon eine offizielle Verwarnung hat und nun ein weiteres grünwürdiges Vergehen begeht, sieht er vom Schiedsrichter die Gelbe Karte und wird mit einer Zeitstrafe belegt. Das dritte grünwürdige Vergehen (wäre die zweite Gelbe Karte) führt zur Disqualifikation (Rote Karte).

#### Hockey

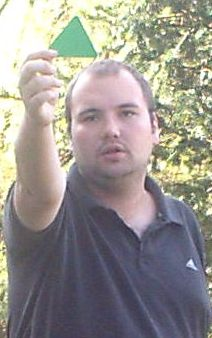
Grüne Hockeykarte

Beim Feldhockey bedeutet die grüne Karte eine Verwarnung für Spieler oder Offizielle. Seit 2011 wurde damit auch gleichzeitig ein zeitlicher Spielausschluss von 1 Minute im Hallenhockey oder 2 Minuten im Feldhockey auf internationaler Ebene gegen Spieler oder Betreuer ausgesprochen. Seit 2012 bedeutet die grüne Karte im nationalen und internationalen Feldhockey nicht nur eine Verwarnung für Spieler oder Betreuer, sondern auch gleichzeitig einen zeitlichen Spielausschluss von 2 Minuten. Die Mannschaft muss solange mit einem Mann weniger spielen. Im Hallenhockey wurde die grüne Karte bis zur Regeländerung im November 2016 als Verwarnung genutzt. Seit November 2016 wurde die Bedeutung der grünen Karte darin geändert, dass sie nur noch einen zeitlichen Spielausschluss von 1 Minute bedeutet. Diese Regelung wurde national, als auch international umgesetzt. Verwarnungen werden durch die räumliche Nähe nur noch mündlich ausgesprochen. Eine grüne Karte wird bei jedem eindeutig absichtlichen Regelverstoß gezeigt, insbesondere
- bei regelwidrigem Angriff auf den Körper oder Stock eines Gegenspielers,
- bei Reklamieren, das in Lautstärke oder Gestik über eine noch als angemessen zu empfindende erste Reaktion hinausgeht, und vergleichbares schlechtes Benehmen wie ständiges Meckern, Pulkbildung, Beschimpfungen usw.,
- bei Wegwerfen des Stocks oder eines anderen Ausrüstungsgegenstands,
- bei Vereitelung der unverzüglichen Ausführung einer verhängten Spielstrafe, z. B. durch absichtliches Wegschlagen des Balls bei Freischlägen oder Nichteinhalten des vorgeschriebenen Mindestabstands,
- bei Unterbrechen eines Angriffs durch Spielen des Balls über Schulterhöhe oder
- wenn der verteidigende Spieler bei der Ausführung eines 7-m-Balls das Erzielen eines Tores dadurch verhindert, dass er die Torlinie verlässt oder einen oder beide Füße bewegt, bevor der Ball gespielt worden ist.

Eine grüne Karte kann gegen den schuldigen Spieler, gegen den Betreuer, gegen den schuldigen Auswechselspieler, aber auch direkt gegen den Kapitän verhängt werden, wenn seine Mannschaft sich unsportlich verhält und deshalb eine grüne Karte erforderlich ist. Hat ein Spieler schon eine grüne Karte und begeht ein weiteres Vergehen, das eine grüne Karte rechtfertigt, wird ihm die gelbe Karte gezeigt, nachdem er zum zweiten Mal die grüne Karte sieht. Pro Mannschaft werden maximal 2–3 grüne Karten empfohlen. Die grüne Hockeykarte hat in der Regel eine dreieckige Form.

#### Kanupolo
Beim Kanupolo bedeutet die grüne Karte eine Verwarnung für einen Spieler, Mannschaftsbetreuer oder Mannschaftsoffiziellen. Die bestrafte Person soll durch die Verwarnung daran erinnert werden, dass er sich korrekt zu verhalten hat, da er sonst eine gelbe oder rote Karte riskiert. Der Schiedsrichter hält die grüne Karte hoch und zeigt gleichzeitig mit dem anderen Arm auf die betreffende Person.
Eine grüne Karte muss gegeben werden:
- wenn ein absichtliches oder gefährliches Foul erfolgt ist und keine gelbe oder rote Karte gegeben wird,
- wenn ein Spieler, Mannschaftsbetreuer oder der Mannschaftsoffizielle überflüssige Wortwechsel mit dem Schiedsrichter, Gegenspieler oder einem Offiziellen durchführt und keine gelbe oder rote Karte gegeben wird,
- wenn ein Spieler, Mannschaftsbetreuer oder der Mannschaftsoffizielle sich unsportlich verhält und keine gelbe oder rote Karte gegeben wird,
- wenn der Trainer oder Mannschaftsbetreuer seine Coachingzone während des Spiels verlässt oder
- wenn ein Mannschaftsbetreuer oder der Mannschaftsoffizielle die Betreuerzone während des Spiels verlässt.

Ein Spieler darf maximal eine grüne Karte erhalten. Wenn ein Trainer oder Mannschaftsbetreuer oder Mannschaftsoffizielle mit der grünen Karte verwarnt wird, gilt die Verwarnung gleichzeitig für alle Trainer und Betreuer der Mannschaft. Die Mannschaft kann bis zu 3 grüne Karten erhalten. Die vierte grüne Karte bedeutet eine gelbe Karte. Hat der Trainer oder der Mannschaftsoffizielle die vierte grüne Karte erhalten, wird der Mannschaftskapitän mit einer gelben Karte bestraft.
Gegen eine Mannschaft kann auch eine Mannschaftsverwarnung verhängt werden. Dabei verwarnt der Schiedsrichter alle Spieler mit einer grünen Karte, sofern noch nicht 3 grüne Karten gezeigt worden sind. Hat ein Spieler schon die grüne Karte gesehen, erhält er die gelbe Karte.
Eine Mannschaftsverwarnung wird verhängt:
- wenn mehr als ein Spieler derselben Mannschaft das gleiche absichtliche oder gefährliche Foul begehen oder
- wenn mehr als ein Spieler derselben Mannschaft für überflüssige Wortwechsel mit dem Schiedsrichter, einem Gegenspieler oder einem Offiziellen verantwortlich sind oder
- wenn sich mehr als ein Spieler der gleichen Mannschaft unsportlich verhält.

Die Anzahl der grünen Karten wird über das gesamte Spiel nicht zurückgesetzt. Daher kann bei mehreren Fouls auch sofort die gelbe Karte erfolgen. In der letzten Spielminute werden keine grüne Karten mehr vergeben, stattdessen werden Vergehen automatisch mit der gelben Karte bestraft, wenn nicht eine sofortige rote Karte gezeigt wird.

### Blaue Karte

Die Blaue Karte bedeutet eine Zeitstrafe. Im Handball wird damit ein schriftlicher Bericht nach erfolgter Disqualifikation angekündigt.

Die Blaue Karte wird auch als Zeitstrafe in einigen Sportarten verwendet. Außerdem wird sie im Handball zur deutlichen Information verwendet, dass es neben der Disqualifikation (Rote Karte) zusätzlich einen schriftlichen Bericht geben wird.

#### Bandy
Bei der Sportart Bandy bedeutet die Blaue Karte eine Zeitstrafe von 10 Minuten. Sie wird gemäß Regel 17 der Bandy-Regeln von den Schiedsrichtern gezeigt, wenn der Spieler
- illegal gegen einen Gegenspieler in einer Spielsituation agiert. Das tut er zum Beispiel durch Stockschlag, absichtliches Hineinlaufen, Halten, Angriff auf das Knie oder auf das Bein, sowie Schlagen in das Skat des Gegenspielers,
- gegen eine Schiedsrichterentscheidung protestiert,
- bewusst seinen Stock oder einen Gegenstand auf den Ball oder einem anderen Spieler wirft. Wenn dieses Vergehen von einem Spieler auf der Mannschaftsbank begangen wurde, ist dieser Spieler dafür zu bestrafen. Außerdem muss die Mannschaft für 10 Minuten mit einem Spieler weniger spielen,
- sich gegenüber Spieler, Trainer, Offiziellen oder Zuschauer unsportlich verhält,
- den Ball spielt, obwohl ein neues Signal gegeben wurde, weil ein 5-Meter-Abstand gefordert wurde,
- einen Vorteil erzielt, indem er den Ball mit hohen Stock, mit der Hand, Arm, dem Kopf oder anderer unerlaubter Möglichkeit spielt oder stoppt.
- einen Wechselfehler begeht. Es ist auch ein Wechselfehler, wenn die Mannschaft zu viele Spieler auf dem Spielfeld hat. Der Spieler muss für 10 Minuten das Spielfeld verlassen und muss die Strafe vollständig absitzen. Eine Verkürzung, zum Beispiel wegen Gegentor, ist nicht möglich. Ist der Spieler nicht teilnahmeberechtigt, weil er nicht im Spielprotokoll steht, muss er ausgeschlossen werden und der Mannschaftskapitän muss einen Spieler benennen, der die 10-Minuten-Zeitstrafe komplett absitzt.
- absichtlich einen Gegenspieler behindert (Interferenz) und einen Vorteil erlangt.

Der Spieler muss das Spielfeld verlassen und bei der Strafbank in der Nähe der Mittellinie solange warten, bis seine Strafzeit abgelaufen ist. Die Mannschaft darf den Spieler nicht ersetzen und muss mit einem Spieler weniger spielen.
Erhält der Mannschaftsoffizielle (also auch der Trainer) eine Zeitstrafe von 10 Minuten (durch Zeigen der Blauen Karte), darf er weiterhin seine Tätigkeit ausüben. Der Spielkapitän muss allerdings einen Spieler auf dem Spielfeld benennen, der während der Zeitstrafe auf die Bank muss und die 10 Minuten absitzen muss. Wird ein Ersatzspieler mit einer Zeitstrafe von 10 Minuten belegt, muss dieser in die Strafbank. In beiden Fällen muss die Mannschaft für 10 Minuten mit einem Mann weniger spielen.

#### Fußball
In Österreich wird im Jugendbereich statt der Gelben Karte die Blaue Karte verwendet. Dabei bedeutet sie eine Zeitstrafe von 10 Minuten. Die Verwarnung wird als mündliche Ermahnung ausgesprochen. Die Blaue Karte kann nur einmal gegen den Spieler gezeigt werden. Begeht der Spieler, der die Blaue Karte gesehen hat, ein weiteres Vergehen, was einer Blauen Karte würdig ist, wird er mittels Blau-Roter Karte des Feldes auf Dauer zu verweisen. Die Blau-Rote Karte stellt eine Spielstrafe dar, eine Sperre erfolgt nicht. Wird ein Jugendspieler direkt mit der roten Karte verwiesen, führt dies in den meisten Fällen zu einer Sperre.
Bei der Clericus-Cup-Football-Association wird die blaue Karte auch für eine Bankstrafe von 5 Minuten verwendet, die für unsportliches Spielen verhängt wird.

#### Handball
Die Blaue Karte wird im Handball ab dem 1. Juli 2016 eingeführt. Sie wird von den Schiedsrichtern im Anschluss an die Rote Karte gezeigt und bedeutet, dass gegen einen Spieler oder Offizieller eine Disqualifikation mit schriftlichem Bericht nach Regel 8:6 oder 8:10 ausgesprochen worden ist. Sie hat eine automatische Sperre zur Folge. So sollen nun auch Spieler, Offizielle, Zeitnehmer und Sekretär, Zuschauer sowie die Medien sofort erkennen, dass es sich hier um eine Disqualifikation mit schriftlichen Bericht handelt. Bis Ende Juni 2016 müssen die Schiedsrichter bei einer Disqualifikation mit schriftlichen Bericht die Mannschaftsverantwortlichen beider Vereine sowie Zeitnehmer und Sekretär informieren.

#### Quidditch
Eine Blaue Karte in Quidditch bedeutet eine Zeitstrafe von einer Minute für den bestraften Spieler. Er muss sich außerhalb des Spielfeldes aufhalten und darf erst wieder ins Spielfeld zurück, wenn die Strafzeit abgelaufen ist oder die gegnerische Mannschaft während der Strafzeit ein Tor erzielt. Die Karte wird gegen den Spieler verhängt, wenn der Spieler
- sich zu Spielbeginn beim „Brooms Down!“ oder „Brooms Up!“ falsch verhält,
- ein Sucher ist und vor der 18. Spielminute das Spielfeld betritt,
- wiederholt, unabsichtlich den Torreifen umwirft oder verschiebt,
- einen Ball spielt, den er aber nicht spielen darf (Quaffel (Quaffle) darf nur von Jäger, der Klatscher (Bludger) nur von den Treiber gespielt werden. Der Fang des Schnatzes darf nur durch den Sucher erfolgen),
- ins Spiel eingreift, obwohl er erst zum eigenen Torreifen zurücklaufen und ihn berühren muss,
- sich weiterhin unsportlich verhält und es deshalb Verwarnungen gegeben hat oder
- ein verbotenes Tackling begeht[12]

#### Rollhockey
Eine Blaue Karte bedeutet im Rollhockey eine Zeitstrafe. Sie wird bei schwerwiegenden Fouls des Torwarts, Spieler oder dem Haupttrainer seitens der Hauptschiedsrichter gezeigt. Dabei handelt es sich um eine persönliche Strafe. Erhält der Torwart oder Spieler eine Blaue Karte, muss er sich auf einen der aufgestellte Stühle, welche sich zwischen seiner Mannschaftsbank und dem Zeitnehmertisches befinden, hinsetzen und seine Zeitstrafe vollständig absitzen. Gleichzeitig muss die Mannschaft mit ein Mann weniger spielen („Power-play“). Erhält der gleiche Spieler eine weitere Blaue Karte, muss er neben seiner Zeitstrafe ab dem Zeitpunkt noch weitere zwei Minuten vollständig absitzen. Danach darf er zurück auf die Reservebank und von dort dann wieder ins Spiel eingesetzt werden, außer es war seine dritte Blaue Karte. Wird gegen die Mannschaft, die mit einem Power-play bestraft wurde, ein Tor erzielt, darf die Mannschaft sich mit einem anderen Spieler auf dem Spielfeld ergänzen. Erhält der Trainer eine Blaue Karte, muss seine Mannschaft einen Spieler runternehmen und für zwei Minuten in Unterzahl spielen. Da der Trainer aber nicht zeitlich ausgeschlossen wird und es keine Strafe gegenüber dem Spieler ist, darf dieser auf die Reservebank und muss nicht beim Zeitnehmertisch Platz nehmen. Außerdem darf er jederzeit mit einem anderen Spieler wechseln. Fällt ein Tor gegen die Mannschaft, ist die Unterzahl beendet. Eine Mannschaft muss drei Spieler auf dem Feld haben. Ist eine Zeitstrafe verhängt worden und sind nur noch zwei Spieler auf dem Feld, muss die Mannschaft einen Spieler von der Reservebank auf das Spielfeld bringen. Ist kein Spieler mehr vorhanden, wird das Spiel von den Schiedsrichtern vorzeitig abgebrochen.
Einem Torwart, Spieler oder dem Haupttrainer wird grundsätzlich eine Blaue Karte gezeigt, wenn er:
- gegenüber einer Schiedsrichterentscheidung protestiert oder nicht einverstanden ist und dies auch öffentlich kund tut (Kopfschütteln, verbal, durch Gesten usw.)
- ein Vergehen wiederholt begeht, nachdem die Person deshalb schon eine Ermahnung von den Hauptschiedsrichtern erhalten hat (Hinstellen auf der Mannschaftsbank, Verhindern der Spielfortsetzung, weshalb diese wiederholt werden muss usw.),
- sich aggressiv oder unangemessen einem Gegner, Mitspieler, Schiedsrichter oder Zuschauer zuwendet,
- den Gegner, Mitspieler, Zuschauer oder Hauptschiedsrichter anschreit oder verspottet,
- absichtlich das Torgehäuse verschiebt,
- den Gegner auf gefährlicher Weise blockiert, schubst, oder angreift (dazu zählt auch robustes Attackieren gegen die Bande oder Spielfeldumrandung, sodass der Spieler stürzt),
- auf die ungeschützten Körperteile des Gegners (Rumpf, Hände, Arme, Beine oder Knie) ohne Gewalttätigkeit schlägt,
- einen Gegner aus dem Gleichgewicht bringt, sodass dieser hinfällt,
- unabsichtlich mit den Schläger in den Rollschuh des Gegners einhakt, auch wenn dieser nicht hinfällt,
- den Schläger des Gegners festhält oder gegen diesen schlägt, damit ein Torschuss verhindert wird,
- als Torwart außerhalb des Strafraumes den Ball absichtlich mit Handschuhen oder Beinschützer spielt
- einen Wechselfehler begeht.

Erhält der Torwart, Spieler oder Haupttrainer zum dritten Mal die Blaue Karte, zeigen die Hauptschiedsrichter der betreffenden Person zusätzlich die Rote Karte. Die Person ist für den Rest des Spiels ausgeschlossen und muss Spielfeld und Umgebung verlassen. Wenn ein anderer Mannschaftsangehöriger obige Vergehen begeht, zeigen die Hauptschiedsrichter der betreffenden Person direkt die Rote Karte. Die Mannschaft muss dann für vier Minuten mit ein Mann weniger spielen. Wurde die Rote Karte wegen drei Blauen Karten verhängt, spielt die Mannschaft nur zwei Minuten mit ein Mann weniger, da die Zeitstrafe durch die Blaue Karte ausgelöst wurde.

### Weiße Karte

Die Weiße Karte bedeutet eine 5-Minuten-Zeitstrafe in Bandy.

#### Bandy
Im Bandy bedeutet die Weiße Karte eine Zeitstrafe von 5 Minuten für den Spieler. Sie wird vom Schiedsrichter, gemäß Regel 17 der Bandy-Regeln gezeigt, wenn der Spieler
- ohne obligatorische Schutzausrüstung spielt,
- die Ausführung eines Freischlages des Gegners behindert oder den Ball von dem Ort des Freischlages nimmt, nachdem auf Freischlag entschieden und gepfiffen wurde. Auch die versuchte Behinderung bei der Ausführung des Freischlags ist strafbar,
- mit falscher Ausrüstung spielt oder er das Spiel beginnt, obwohl ihm die Teilnahme wegen falscher Ausrüstung abgelehnt wurde,
- den Abstand von 5 Metern innerhalb von 5 Sekunden bei einem Freischlag ignoriert oder dies wiederholt bei einem Eckschlag tut und sein Team schon eine Verwarnung bekommen hatte,
- wenn er im Zusammenhang mit der Ausführung des Freischlags eine Sabotage-ähnliche Position einnimmt,
- einen Gegenspieler behindert (beschattet), der nicht den Ball hat, wobei sein Team schon eine Verwarnung erhalten hat,
- ohne oder mit einem defekten Stock spielt,
- nicht auf Eis liegende zerbrochene Teile seines Stocks aufhebt und entfernt oder
- wiederholt ein Vergehen begeht, weshalb es schon eine gelbe Karte gegen das Team gab.

Der Spieler muss bei der weißen Karte das Spielfeld verlassen und auf der Strafbank in der Nähe der Mittellinie solange warten, bis die Zeitstrafe abgelaufen ist. Er darf nicht ersetzt werden. Wenn das Team trotz Aufforderung vom Schiedsrichter nicht rechtzeitig auf das Eis kommt, gibt es ebenfalls eine weiße Karte. Hier wird dann ein Spieler bestimmt, der für 5 Minuten die Zeitstrafe absitzt.

### Schwarze Karte

#### Badminton
Eine Schwarze Karte in Badminton bedeutet eine Disqualifikation für den schuldigen Spieler. Über die Disqualifikation entscheidet der Referee. Er ist berechtigt, die Disqualifikation selber auszusprechen, kann dies aber auch über den Schiedsrichter durchführen lassen. In der Regel hat der schuldige Spieler dabei zuvor eine Fehlerverwarnung (Rote Karte) wegen unsportlichen oder grob unsportlichen Verhaltens gemäß Regel 16:4 bis 16:6 erhalten oder gegen die Pausenregel (Regel 16:2) verstoßen und der Schiedsrichter deshalb den Referee gerufen.
Soll der Schiedsrichter den Spieler disqualifizieren, übergibt der Referee dem Schiedsrichter die Schwarze Karte. Der Schiedsrichter ruft den schuldigen Spieler zu sich. Nur sagt er nach dem Namen des schuldigen Spielers „disqualifiziert wegen groben unsportlichen Verhaltens“. Er hält mit der rechten Hand die Schwarze Karte über den Kopf gestreckt.
Wenn der Referee die Disqualifikation gegen eine Seite ausspricht ruft er sie zu sich und sagt nach dem Namen der Seite ebenfalls „disqualifiziert wegen groben unsportlichen Verhaltens“. Auch er zeigt mit erhobener rechter Hand die Schwarze Karte über den Kopf gestreckt.
Jede Disqualifikation wegen unsportlichen Verhaltens hat den Ausschluss des schuldigen Spielers für die gesamte Veranstaltung oder Meisterschaft zur Folge.

#### Fechten

Eine Schwarze Karte bedeutet in Fechten und Badminton eine Disqualifikation der betreffenden Person. Beim Gaelic Football wird die schwarze Karte zur Aussprache einer Zeitstrafe gegen den betreffenden Spieler verwendet.

Die schwarze Karte bedeutet im Fechten die Disqualifikation des Fechters oder der bestrafte Person. Eine schwarze Karte wird im Fechten dann verhängt, wenn der schuldige Fechter ein schwerwiegendes Vergehen nach Gruppe 3 wiederholt begeht, indem er
- unfair kämpft (zusätzlich Trefferannullierung),
- die Ordnung auf der Bahn stört (das gilt auch für andere Personen, welche die Ordnung auf der Bahn stören),
- gegen die Werbevorschriften verstößt,
- beim Aufwärmen oder Trainieren keine Ausrüstung trägt, welche von den FIE-Regeln vorgeschrieben worden ist oder
- sich unsportlich verhält

Begeht der Fechter oder eine andere Person ein äußerst schwerwiegendes Vergehen nach Gruppe 4, wird er schon beim ersten Vergehen mit der schwarzen Karte bestraft. Er begeht ein äußerst schwerwiegendes Vergehen, wenn er:
- elektronischen Kommunikationsmittel benutzt, die es ihm ermöglichen, Anweisungen während des Kampfes zu erhalten,
- gefälschte Ausrüstung oder Kontrollmarken die imitiert oder übertragen wurden, verwendet,
- die Ausrüstung manipuliert, sodass die Aufzeichnung von Treffern oder das Nichtauslösen der Trefferanzeige nach Belieben ermöglicht werden kann,
- beim Einzel- oder Mannschaftskampf den Kampf mit einem regulär eingeschriebenen Fechter verweigert,
- gegen den sportlichen Geist verstößt,
- als Fechter sich weigert, vor Kampfbeginn und nach dem letzten Treffer (also Kampfende) seinen Gegner, den Kampfrichter und die Zuschauer zu grüßen.,
- von einer Absprache profitiert oder den Gegner begünstigt,
- absichtlich brutal agiert (zusätzlich Trefferannullierung) oder
- wenn er Doping betreibt

Wenn der Fechter eine schwarze Karte erhält, wird er vom Gefecht disqualifiziert und vom Wettkampf ausgeschlossen. In der offiziellen Turnieraufzeichnung wird der schuldige Fechter mit dem Namen gestrichen und durch das Wort FECHTER AUSGESCHLOSSEN ersetzt. Es gibt jedoch durch die schwarze P-Karte eine Ausnahme.
Sollte ab der vierten Unterbrechung wegen Passivität (Vergehen nach Gruppe 0) einer oder beide Fechter schon zwei rote P-Karten haben, verhängt der Kampfrichter eine schwarze P-Karte. Hat nur ein Fechter ab dem 4. Passivitäts-Vergehen zwei rote P-Karten, wird nur er mit der schwarzen P-Karte bestraft. Werden beide Fechter wegen der schwarzen P-Karte disqualifiziert, gewinnt bei einem Einzelwettbewerb - Direktausscheidung der Fechter das Gefecht, welcher mehr Treffer beim Gefecht erzielt hat. Gibt es einen Treffergleichstand, gewinnt der Fechter mit der besseren initialen Eingangsplatzierung, welche auf der FIE-Rangliste basiert, das Gefecht. Durch die schwarze P-Karte ist der betreffende Fechter vom Wettbewerb ausgeschlossen worden. Alle weiteren Gefechte des schuldigen Fechters werden als verloren gewertet. Seine erzielten Punkte bleiben aber bestehen.
Wenn bei einem Mannschaftswettbewerb ein Fechter die schwarze P-Karte erhält, darf er durch einen Ersatzfechter ausgewechselt werden. Allerdings geht das nur, wenn es vorher keinen Wechsel aus taktischen oder medizinischen Gründen gab. Nach Vollziehung des Wechsels durch den Ersatzfechter, kann kein weiterer Wechsel mehr aus taktischen oder medizinischen Gründen erfolgen. Hat die Mannschaft keinen Ersatzfechter oder kann sie nicht mehr wechseln, verliert sie nach Verhängung der schwarzen P-Karte den Mannschaftskampf. Das Gleiche passiert, wenn auch der eingewechselte Ersatzfechter ein weiteres passives Vergehen begeht. Er sieht dann auch sofort die schwarze P-Karte und wird ausgeschlossen. Die Mannschaft verliert den Mannschaftskampf. Erhalten beide Mannschaften die schwarze P-Karte und können sie beide keinen Ersatzfechter einsetzen, gewinnt die Mannschaft den Mannschaftskampf, die einen höheren Trefferstand hat. Bei Treffergleichstand gewinnt die Mannschaft mit der besseren initialen Eingangsplatzierung (welche auf der FIE-Rangliste basiert), das Gefecht.

#### Gaelic FootballundHurling
In der Sportart Gaelic Football werden mittels schwarzer Karte – die auch als „Zecke“ oder „Schwarzes Buch“ bekannt ist – zynische Vergehen von Spielern bestraft und notiert, für die eine gelbe Karte nicht ausreicht. Dabei zeigt der Schiedsrichter sein schwarzes Notizbuch als physischen Akt so, wie er auch die anderen Karten von der GAA hält.
Ein Spieler, der die schwarze Karte sieht, wurde bis Ende Februar 2020 für den Rest des Spiels des Feldes verwiesen. Hat er dabei nur die schwarze Karte gesehen, darf er ersetzt werden. Die Mannschaft darf dabei im gesamten Spiel, einschließlich Verlängerung, maximal 3 Spieler ersetzen, die eine schwarze Karte gesehen haben. Dabei muss aber beachtet werden, das der Ersatzwechsel zu den 6 normalen Wechseln gezählt wird, die eine Mannschaft im gesamten Spiel hat. Bei einer Verlängerung erhält die Mannschaft drei weitere normale Wechsel. Ist das Wechselkontingent erschöpft, kann ein Spieler nicht mehr ersetzt werden, wenn er die schwarze Karte erhält. Die Mannschaft muss für den Rest des Spiels mit ein Mann weniger spielen.
Seit der Regeländerung Anfang März 2020 ist die schwarze Karte nun eine Zeitstrafe von 10 Minuten. Sie wird wie beim Rugby als „Sin Bin“ bezeichnet, da der Spieler seine Zeitstrafe auf einer Strafbank absitzen muss. Dies geht allerdings nur, wenn der Spieler vorher noch keine gelbe Karte gesehen hat. Handelt es sich beim hinausgestellten Spieler um einen Feldspieler, darf dieser nicht während der Zeitstrafe ersetzt werden. Wurde der Torwart hinausgestellt, kann die Mannschaft ihn entweder durch einen der normalen Spielerwechsel (wurde von 6 auf 5 reduziert) austauschen oder ein Feldspieler muss mit identischer Torwartfarbe seine Rolle solange übernehmen. Ist das Auswechselkontingent erschöpft, muss ein Feldspieler den Torhüter vertreten.
Die Zeitstrafe beginnt mit Fortsetzung des Spiels. Der Spieler kann erst wieder auf das Spielfeld zurück, wenn nach Ablauf der Zeitstraf die nächste Spielunterbrechung erfolgt ist und der Schiedsrichter seine Zustimmung zum Betreten des Spielfeldes gegeben hat. Betritt ein hinausgestellter Spieler während der Strafzeit unerlaubt das Spielfeld, wird er vom Schiedsrichter mit einer gelben Karte verwarnt. Hat ein Spieler jedoch schon eine gelbe Karte erhalten und sieht er nun die schwarze Karte, wird er auch weiterhin mit der roten Karte für die restliche Spielzeit des Feldes verwiesen. Er darf nicht ersetzt werden. Genauso verhält es sich, wenn ein Spieler während seiner Strafzeit eine weitere gelbe oder schwarze Karte erhält. Er wird dann ebenfalls mit der roten Karte des Feldes verwiesen und darf für den Rest des Spiels nicht mehr ersetzt werden.
Ein Spieler sieht die schwarze Karte, wenn er:
- bewusst einen Gegenspieler runterzieht,
- bewusst einen Gegenspieler mit Hand, Arm, Knie oder Fuß zum Stolpern bringt,
- bewusst mit dem Körper eine Kollision des Gegenspielers verursacht, nachdem er den Ball gespielt hat oder indem er die Absicht hat, durch die Bewegung den Gegenspieler aus dem Spiel zu bringen.
- einen Mit- oder Gegenspieler durch provokante Sprache oder Gestik beleidigt oder bedroht oder
- gegen eine Entscheidung des Spieloffiziellen (Schiedsrichter, Umpire etc.) protestiert.

Erhält ein Spieler in der National League oder in der Senior Championship innerhalb einer Saison drei schwarze Karten, wird er für ein Spiel gesperrt. Ein Spieler wird für zwei Spiele gesperrt, wenn er im Spiel 2× die gelbe Karte oder die gelbe und die schwarze Karte erhält und dadurch die rote Karte sieht.
Am 29. Februar 2020 wurde auf dem Kongress der GAA beschlossen, dass es bei der Sportart Hurling keine schwarze Karte geben wird. Die Mehrheit der Abstimmenden haben sich gegen eine Einführung ausgesprochen.